# Tibet (gebied)

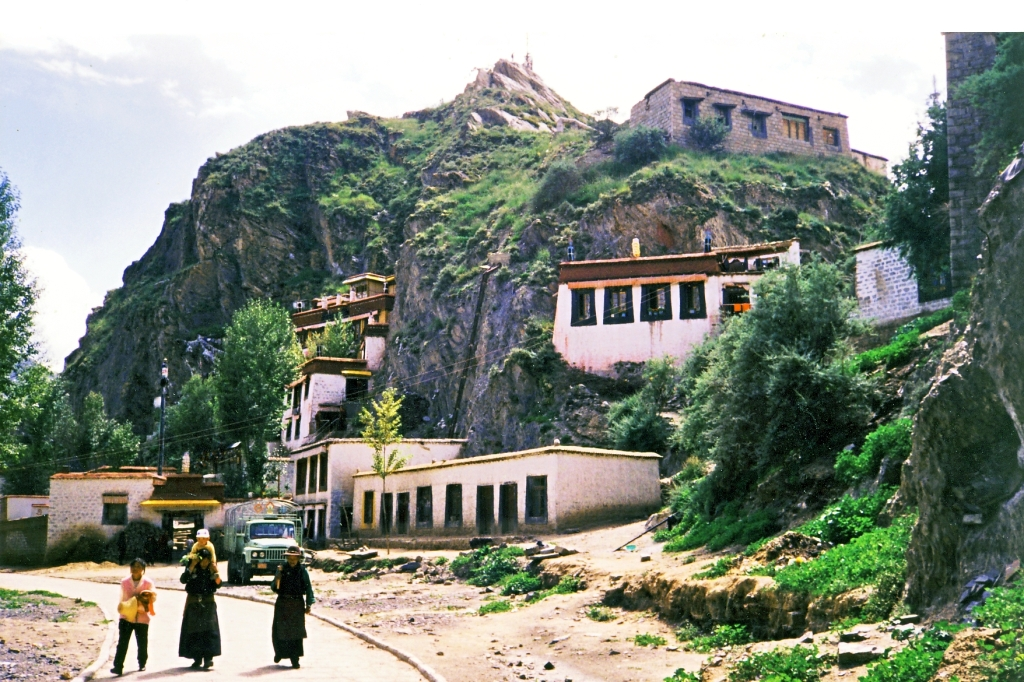
Beneden de berg Chogpori, Lhasa

Tibet (Tibetaans: བོད་, Bod; Chinees: 西藏, pinyin: Xīzàng) is een geografisch gebied op het Tibetaans Hoogland. Het wordt voornamelijk bewoond door de Tibetanen, een volk met een eigen taal, het Tibetaans, en een eigen Tibetaanse cultuur. Tibetanen behoren voornamelijk tot twee religies: de bön en het Tibetaans boeddhisme. China ziet Tibetanen als een etnische minderheid in de Chinese Volksrepubliek.
Na de Xinhairevolutie en de stichting van de Republiek China verklaarde Tibet zich in 1912 onafhankelijk van China. Het gebied van het de facto onafhankelijke Tibet was in geografisch opzicht vrijwel identiek aan het gebied van de huidige Tibetaanse Autonome Regio. Dit gebied was de facto onafhankelijk tot de invasie van Tibet van 1950-51 door het Volksbevrijdingsleger. Sindsdien is het deel van de Volksrepubliek China. Sinds 1959 opereert de Tibetaanse regering in ballingschap de voortzetting van de regering van historisch Tibet vanuit de Indiase stad Dharamsala. Voor 2011 was dit nog onder leiding van de dalai lama.
Tibet is in politieke en bestuurlijke zin een autonome regio van China. Het Tibetaanse cultuurgebied omvat ook delen van de provincies Qinghai, Sichuan en Yunnan. Ook Ladakh en Sikkim in India, Bhutan en sommige delen van Nepal zijn onderdeel van het Tibetaanse cultuurgebied.
De Tibetaanse Autonome Regio grenst in het zuiden en westen aan Nepal, Bhutan, Birma en de Indiase deelstaten Jammu en Kasjmir en Himachal Pradesh, Sikkim, Arunachal Pradesh. Van noord naar oost grenst het aan de provincies Xinjiang (Turkestan), Gansu, Sichuan en Yunnan.

## Geografie

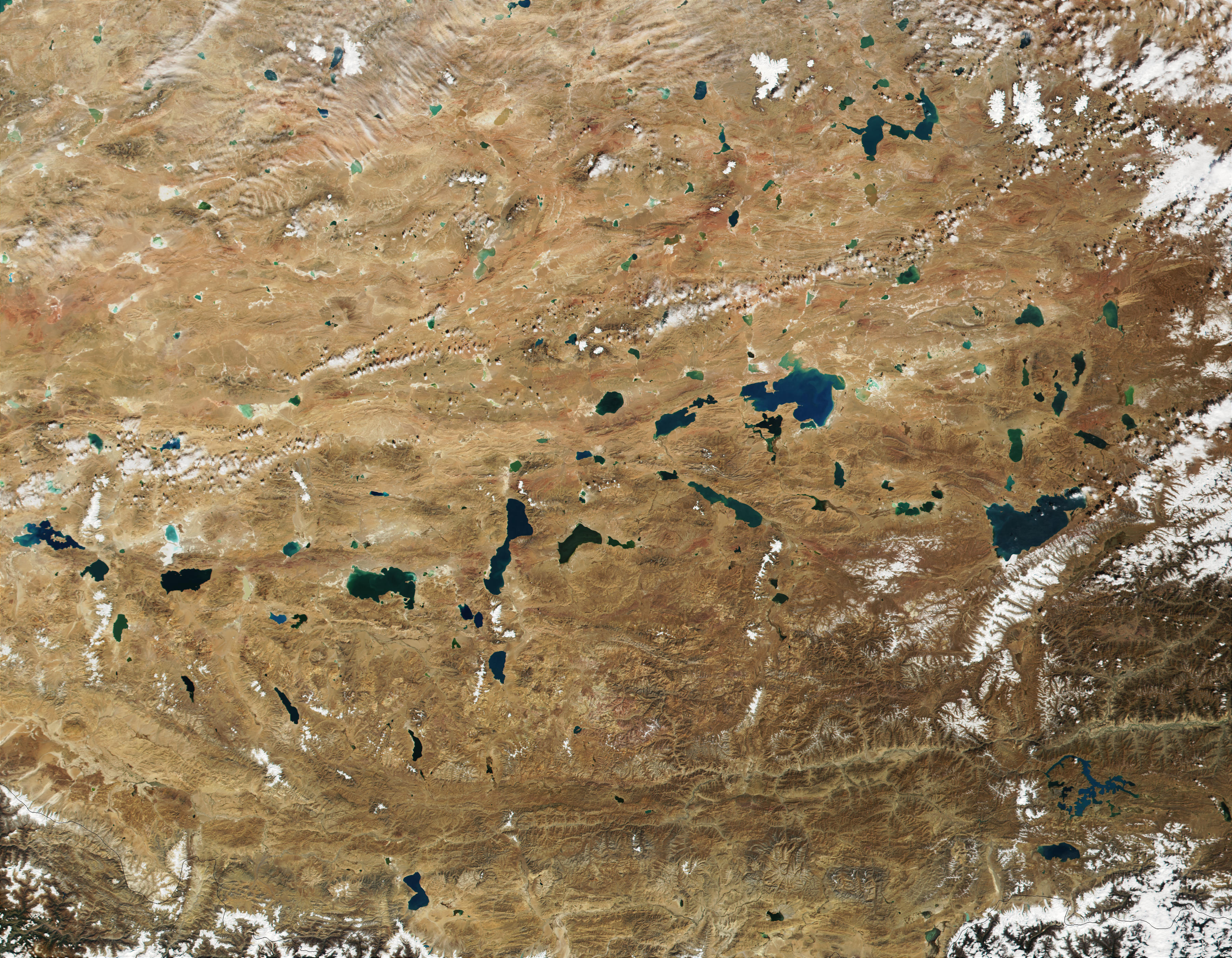
Satellietfoto Tibet

Tibet is zeer hooggelegen: het zuiden van Tibet ligt in de Himalaya, de rest in het Tibetaans Hoogland. Het wordt traditioneel opgedeeld in de regio’s Kham (oosten), Amdo (noorden), U (centraal), Ngari (westen) en Tsang (zuiden). De laatste drie worden ook wel aangeduid als U-Tsang of Centraal Tibet en vormen ongeveer de grenzen van de huidige Tibetaanse Autonome Regio. Hiervan is Lhasa de hoofdstad. Andere steden zijn Shigatse, Chamdo en Nagchu.

## Naam
De naam Tibet is een leenwoord van het Tubbat, zoals vroege Arabische geschiedschrijvers het oude koninkrijk noemden. In de Orkhon-inscripties (voorloper van het Turks) uit de achtste eeuw na Christus sprak men van Tüpüt.
Hoewel etymologen het in het algemeen eens zijn over de Arabische herkomst van de naam in Europese talen, zijn ze het niet eens over de oorspronkelijke herkomst van het woord. Sommigen verwijzen naar het Tibetaanse woord tö-bhöt dat Boven Tibet betekent, anderen verwijzen naar het Turkse Töbäd, waarvan het meervoud töbän de hoogten betekent. Nog weer anderen verwijzen naar het Chinese Tǔbō of Tǔfān, het koninkrijk van de Yarlung-dynastie.

## Bevolking

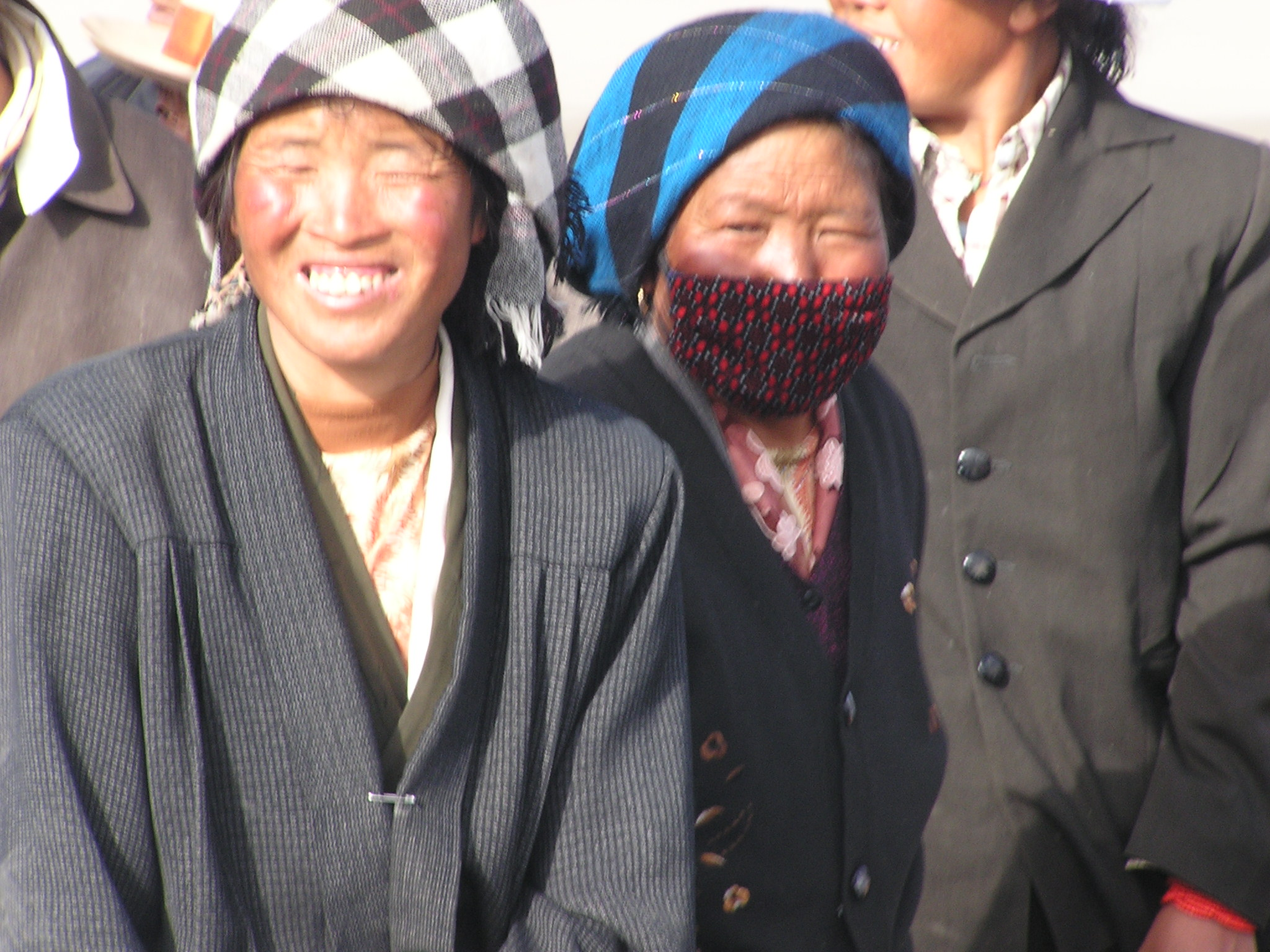
Tibetaanse vrouwen

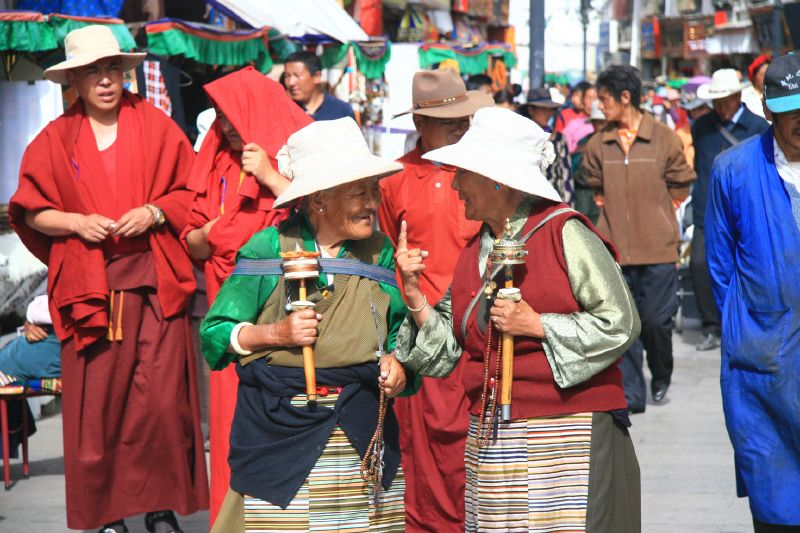
Tibetanen in Lhasa

Er woonden in 2014 ongeveer 5,8 miljoen Tibetanen in China, een vervijfvoudiging ten opzichte van 1950. De Chinese eenkindpolitiek was niet van toepassing op etnische minderheden, waaronder Tibetanen. Ongeveer 50% van de Tibetanen wonen in de Tibetaanse Autonome Regio. De overige 50% woont in de gebieden ten oosten daarvan en die worden aangeduid met de historische namen Amdo en Kham. Deze verdeling is globaal dezelfde als die al eind achttiende eeuw bestond. Buiten de Volksrepubliek China leven naar schatting 120.000 Tibetanen verspreid over de wereld. Met name na het neerslaan van de opstand van 1959 is er sprake van een omvangrijke Tibetaanse diaspora.
Minderheden zijn Lhoba en Monpa in het zuidoosten en de Hui moslims, die in de loop der tijd zich als handelaren in Tibet vestigden, net als ze in China deden. Tibetanen zijn ook nauw verwant aan de Qiang in Sichuan, de Ladakhi's uit India en de Sherpa's uit Nepal.
Mensen als soort zijn niet aangepast aan het leven op grote hoogten van meer dan 5000 meter zoals die op het Tibetaans Plateau voorkomen. Om toch op dergelijke hoogte permanent te verblijven zijn aanpassingen in gedrag, in cultureel en fysiologisch opzicht noodzakelijk. De meeste theorieën gaan uit van een aanpassing in stappen. De eerste stap brengt een populatie vanuit het noorden van Azië naar het laaglandgebied van het noordwesten van China tussen 30.000 en 25.000 v. Chr. De tweede stap brengt de afstammelingen van deze populatie naar het gebied van Kokonor en het oosten van Qinghai op een hoogte van ongeveer 3500 meter. Dat zou omstreeks 23.000 v. Chr. gebeurd moeten zijn, maar in ieder geval voor de koudste periode van het Laatste Glaciale Maximum. Tijdens deze tweede stap moet de fysiologische aanpassing aan omstandigheden van grote hoogte aangevangen zijn. Tussen 22.000 en 20.000 v.Chr. moet dan de derde stap genomen zijn naar het nog hogere centrale plateau.

## Religie

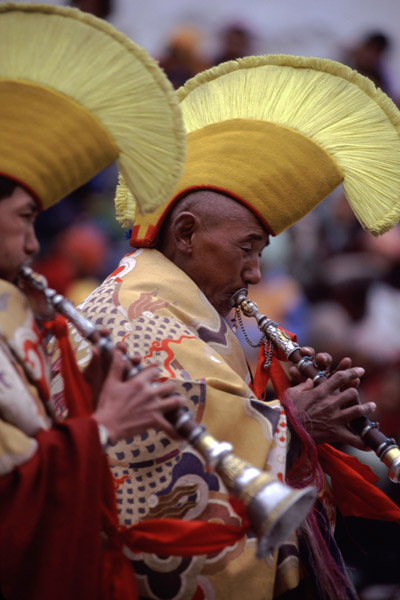
Gelugmonniken in Ladakh spelen op gyalings

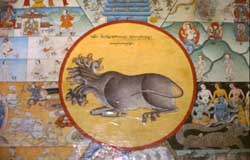
Deel van een bön-levenswiel

### Nameless religion
Er zijn geen literaire bronnen aanwezig over de aard van de aanwezige religie in Tibet van voor de 7e eeuw. Voor de kennis van de toen aanwezige religie wordt daarom gebruikgemaakt van een klein, nog toenemend aantal archeologische vondsten en daarnaast de aanwezigheid van geloofwaardig materiaal dat beschreven is in latere literatuur en rituelen.
In de oudste geschriften zoals de Oude Tibetaanse kroniek en de Tibetaanse annalen staan verhalen over de eerste Tibetaanse koningen. Daaruit wordt duidelijk dat geloof in het sacrale karakter van de heerser een essentieel onderdeel was, De monarch was van hemelse oorsprong en nauw verbonden met beschermende godheden die belichaamd werden door met name de bergen van Tibet. Het heilige karakter van die bergen werd weer geassocieerd met belangrijke functies als bron van water, voeden van water naar rivieren, die het mogelijk maakten in valleien landbouw te bedrijven. Er is ook in de oudste gevonden manuscripten nooit een naam gevonden voor die verering van die grote hoeveelheid beschermende godheden in de Tibetaanse religieuze praktijk in de vorm van bergen, rivieren, beken, valleien, etc. met vaak een heel lokaal karakter.
Rolf Stein gebruikte hiervoor de term nameless religion, die ook door andere tibetologen werd overgenomen.

### Bön
Ongeveer 10% van de Tibetanen hangt het geloof van de bön aan. De bön is een vorm van boeddhisme die is ontstaan naast en onderscheiden moet worden van alle vormen van het Tibetaans boeddhisme. De bön ontwikkelde zich tot een vorm van georganiseerd boeddhisme vanaf het eind van de tiende eeuw. Het is ook in die periode dat de literaire traditie van de bön aanvangt. Er is lange tijd een wetenschappelijk debat geweest of de bön voor de tiende eeuw een min of meer georganiseerde religie was. Er is groeiende overeenstemming bij experts dat dit niet het geval is geweest. De term bön wordt in de oudste Tibetaanse geschriften, zoals de manuscripten van Dunhuang vooral gebruikt om een uitvoerder van een pre-boeddhistisch ritueel aan te duiden.

### Tibetaans boeddhisme
Het grootste deel van de bevolking van Tibet hangt het Tibetaans boeddhisme aan, Het boeddhisme kwam laat naar Tibet. In de 7e eeuw was het in Tibet nog vrijwel onbekend. Het land was in die tijd voor een belangrijk deel omringd door gebieden waar dat boeddhisme zich al stevig had gevestigd. Tibet was feitelijk een heidens eiland in een grote boeddhistische oceaan. Die late komst van het boeddhisme in Tibet heeft als consequentie gehad, dat in Tibet dat boeddhisme beïnvloed werd - veel meer dan in gebieden waar het al eerder aanwezig was - door de latere ontwikkelingen van het boeddhisme in India zelf.
In India ontwikkelde de tantrische traditie (Vajrayāna - वज्रयान ) binnen het boeddhisme zich pas na circa 400. Pas in de 7e eeuw begon die traditie in India de beoefening van het boeddhisme meer te domineren. Als gevolg van de relatief late introductie, speelden in Tibet de tantrische elementen van meet af aan een grote rol doordat Padmasambhava deze tantrische traditie vanuit India in Tibet introduceerde. De boeddhistische literatuur wordt wel verdeeld in
- soetra's: teksten, die geacht worden uitgesproken te zijn door de historische Boeddha dan wel geacht worden zijn instemming te hebben.
- sastra's: commentaren op en verhandelingen over de soetra's.
- tantrische geschriften: teksten die een soort handleiding zijn voor rituelen en met name meditatietechnieken ten behoeve van gelovigen.

Het Tibetaans boeddhisme kan als volgt gekarakteriseerd worden: de leerstellingen zijn op de sastra's gebaseerd en de praktijk op de tantrische geschriften.
Na de val van het Tibetaanse rijk in het midden van de 9e eeuw verdwijnt het boeddhisme in zijn georganiseerde en monastieke vorm voor ruim een eeuw uit Centraal-Tibet. Een tweede introductie van het boeddhisme uit India begint aan het eind van de 10e eeuw. Dat is een periode waarin het verval van het boeddhisme in India zelf al is begonnen. Tijdens die tweede introductie is Tibet in staat geweest om de invloed te ondergaan van de laatste grote leraren uit het Indiase boeddhisme, zoals Atisha (980-1052) en Tilopa (988-1069).
Het Tibetaans boeddhisme heeft een aantal kenmerken, die vooral te maken hebben met de grote weerstand tegen de introductie van de religie. Belangrijke notie is daarbij de opname in het pantheon van het Tibetaans boeddhisme van zeer veel preboeddhistische elementen.
In het Tibetaans boeddhisme is verder een aanname van het geloof in wedergeboren tulku's, ofwel leraren zoals onder meer de dalai lama.

## Geschiedenis
De vroegste overleveringen in de geschiedenis van Tibet bestaan uit archeologische vondsten uit de prehistorie. Er zijn onder meer vondsten gedaan van forten berghellingen uit de IJzertijd en grafbouwwerken.

### Koningen en intrede boeddhisme (1e millennium)

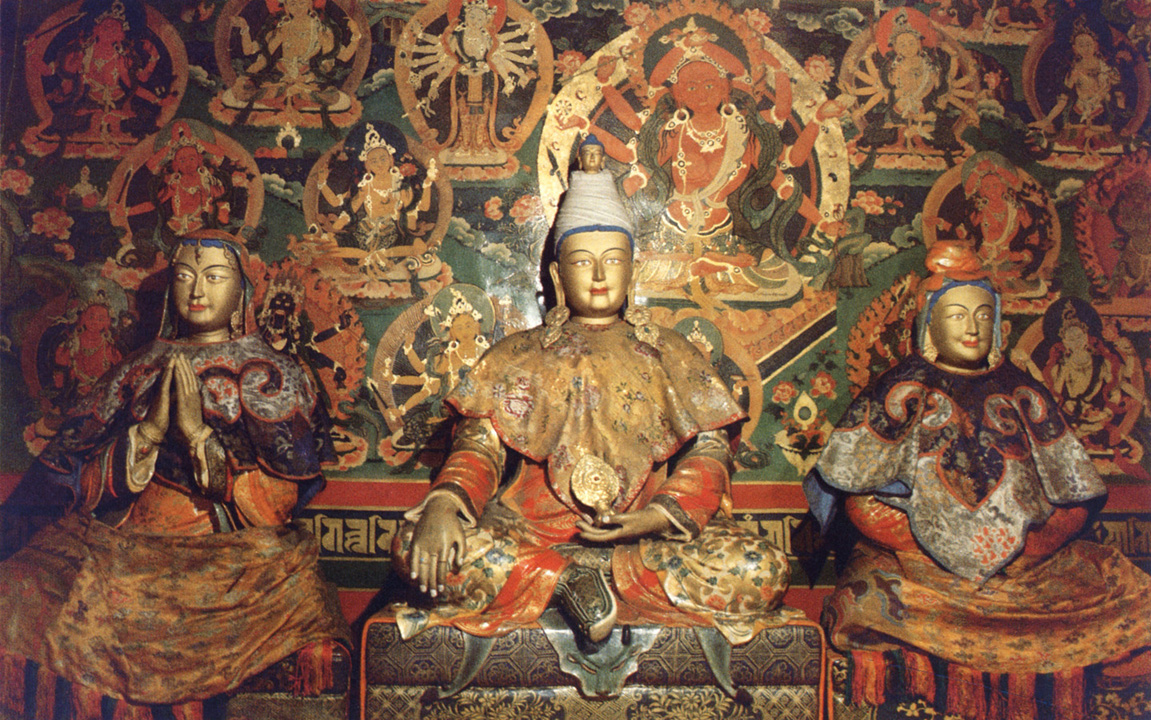
Songtsen Gampo tussen zijn gemalinnen:
Bhrikuti (l.) en Wencheng (r.)

Historisch is het zuiden en oosten van Tibet altijd het dichtstbevolkte deel van het land geweest. In dat gebied waren in het midden van de zesde eeuw veel onderling rivaliserende koninkrijkjes aanwezig, die onder gezag stonden van een aantal clanleiders. Een daarvan was het koninkrijk Yarlung, gelegen in de Yarlung-vallei.
De formele titel van de belangrijkste clanleider van Yarlung - de koning - was Tsenpo, De Machtige. Die titel werd later ook voor alle koningen van het Tibetaanse rijk gebruikt. De allereerste koningen van Yarlung gebruikten ook wel de dynastieke naam van Pugyel, koning van Pu, die waarschijnlijk verband houdt met de oorsprong van de dynastie in Powo, het zuidoosten van Tibet. De overgang van de periode van koningen van Yarlung als regionale clanleiders naar die van koningen van het Tibetaanse rijk markeert het begin van het Tibetaanse rijk. Die overgang vond aan het eind van de zesde eeuw plaats. In het tweede deel van de zevende en het tweede deel van de achtste eeuw was het Tibetaanse rijk een van de machtigste naties in Centraal-Azië. Het rijk en de dynastie valt in het midden van de negende eeuw en er breekt een eeuwen durende periode van politieke fragmentatie aan.

### Lokale heersers, gevolgd door Mongoolse tijd

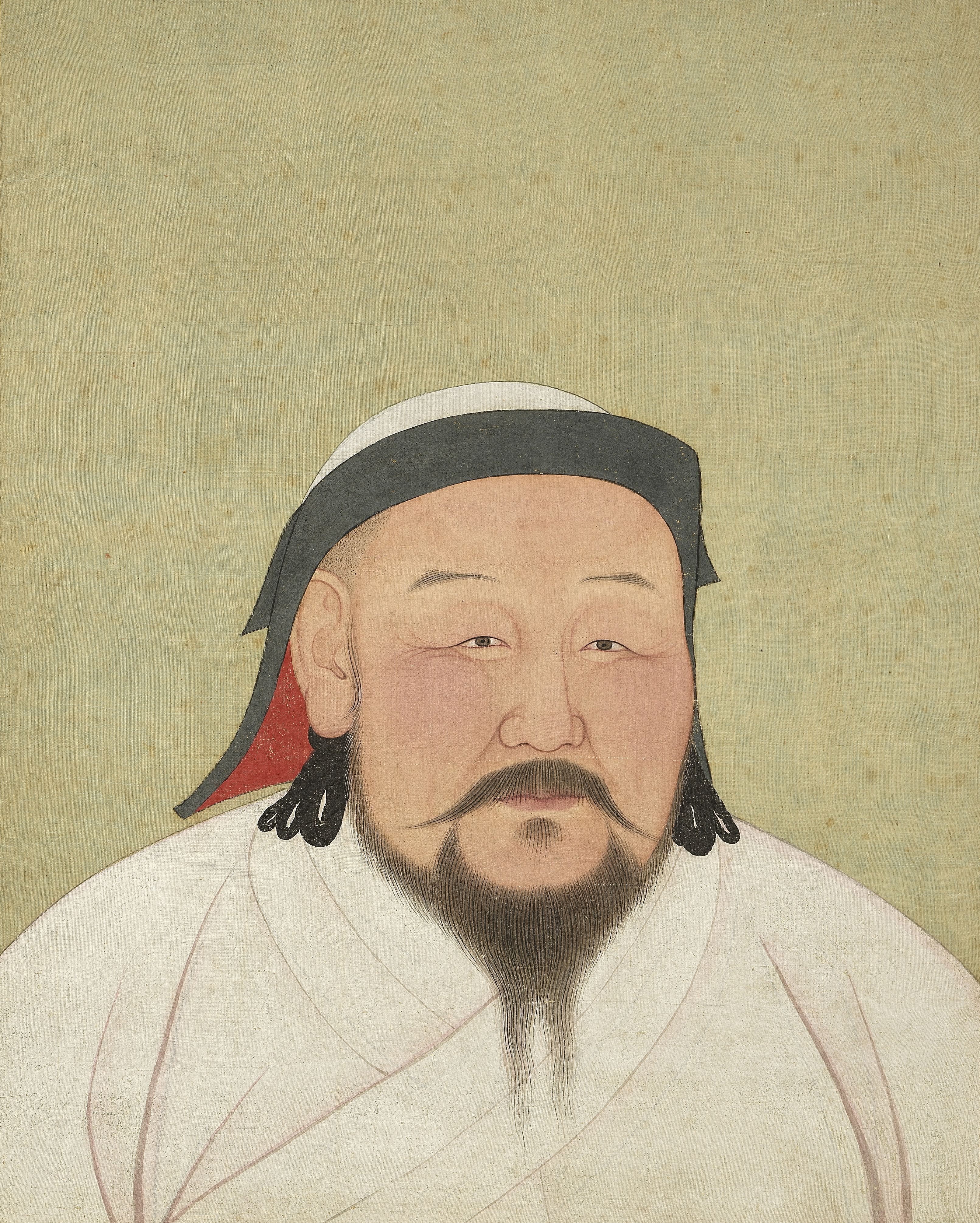
Kublai Khan

Vanaf 1239 veroverde de Mongoolse leider Godan Khan gedeeltes van Tibet. Het Mongools bestuur over Tibet bestreek globaal de periode van 1250-1360. In deze periode was er sprake van een beperkte regionale autonomie, uitgeoefend door met name functionarissen van de sakya-traditie binnen het Tibetaans boeddhisme. De autonomie werd beperkt door een door de Mongoolse heersers tot stand gebrachte administratieve en bestuurlijke structuur.
Rond 1230 begon echter Changchub Gyaltsen, de stichter van de latere Phagmodru-dynastie geleidelijk de hegemonie van de sakya te ondergraven. Na 1340 leidde dat opnieuw tot een soort burgeroorlog en rond 1353 was de Phagmodru erin geslaagd de Sakya-Mongoolse alliantie omver te werpen. Het is dan ook het jaar 1353 dat meestal wordt genoemd als het eind van de Mongoolse periode in Tibet.
Een effect van de Mongoolse periode was het eind van de volledige versplintering van de macht in Tibet, die was opgetreden na de val van het Tibetaanse rijk in het midden van de 9e eeuw. Bij de Tibetaanse elite kreeg het idee van een vorm van althans enig centraal gezag weer enig draagvlak. Hoewel Centraal- Tibet tot aan het midden van de 17e eeuw een sterk verdeeld land zou blijven, zou een dergelijke vrijwel volledige fragmentatie van macht na de Mongoolse periode niet meer voorkomen.
De opvolgers van Changchub Gyaltsen kregen te maken met een nieuwe religieuze macht, de gelugorde, die in de eerste helft van de vijftiende eeuw gesticht werd door opvolgers van Tsongkhapa. Vanaf de derde opvolger van Tsongkhapa werden die de dalai lama’s genoemd. Vanaf het midden van de 16e eeuw werd de groeiende gelugschool ook een politieke factor, toen ze een bondgenootschap met de Mongoolse leider Altan Khan sloten.

### Dalai Lama's, onafhankelijkheid afwisselend met soevereiniteit van de Mantsjoes (1640-1911)
In de eerste helft van de zeventiende eeuw was er een bloedige en langdurige burgeroorlog in Tibet. Daarbij stond de gelugtraditie enkele malen op het punt geëlimineerd te worden. Door een militaire interventie van een aantal Mongoolse krijgsheren onder wie Güshri Khan kwam de gelug in 1642 toch als overwinnaar uit de strijd.
Door deze overwinning worden de Dalai Lama's, te beginnen met Ngawang Lobsang Gyatso (1617–1682) de belangrijkste lama's van het Tibetaans boeddhisme. Deze vijfde Dalai Lama was ook de eerste van de in totaal twee Dalai Lama's die werkelijk bestuurlijke en politieke macht over Tibet hebben uitgeoefend. De tweede Dalai Lama met reële politieke en bestuurlijke macht was de dertiende in de lijn van de successie, Thubten Gyatso (1876–1933).
De zesde tot en met twaalfde Dalai Lama hebben niet of nauwelijks politieke of bestuurlijke invloed kunnen uitoefenen. Het grootste deel van de achttiende en negentiende eeuw werd het land bestuurd door Tibetaanse regenten, vanaf 1724 onder een vorm van supervisie en controle door een en later twee Chinese ambans.
In de negentiende eeuw vond er weer een verandering in de politieke situatie plaats. De feitelijke invloed van de Qing-dynastie in Tibet neemt vanaf 1840 en na de Eerste Opiumoorlog sterk af. Tot aan de Britse Veldtocht in Tibet in 1903 zou Nepal de dominante van de buitenlandse krachten in Tibet zijn.

### Periode van onafhankelijkheid (1912-1951)

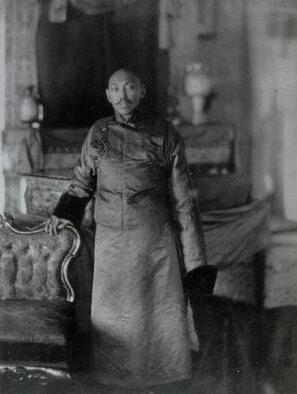
De dertiende dalai lama

De dertiende dalai lama Thubten Gyatso regeerde vanaf 1895 over Tibet in het geopolitieke veld met Brits-Indië, Rusland en China, waarbij hij na de Chinese strafexpeditie van 1910 en de val van de Qing-dynastie met de Xinhai-revolutie van 1911, zich uiteindelijk onafhankelijk verklaarde. Eind 1912 verlieten de laatste Mantsjoetroepen Centraal Tibet; in Kham en Amdo bleef het nog lange tijd onrustig. China deed nog verschillende pogingen, maar de Chinese invloed was tot 1950 nihil en Tibet was in deze periode de facto een onafhankelijke theocratie, waarin de dalai lama zowel politiek als geestelijk de hoogste autoriteit was.
Thubten Gyatso moderniseerde het leger. Deze uitbreiding van het leger liep echter stuk op het verzet van de monniken uit de grootste kloosters, die de daarmee gepaard gaande belastingverhogingen weigerden te betalen. Ondanks dat verschillende hervormingen slaagden, waren er nog meer die, net als de uitbreiding van Tibets kleine leger, op de conservatieve geestelijkheid schipbreuk liepen. In 1933 overleed de dertiende dalai lama, waarna eerst twee regenten en daarna de veertiende Dalai Lama Tenzin Gyatso vanaf 1950 vanaf vijftienjarige leeftijd regeerden.

## Tibet sinds 1950

### Invasie van 1950-51 en de volksopstand in 1959
Op 7 oktober 1950 trok het Volksbevrijdingsleger Tibet binnen. De Tibetaanse regering in ballingschap, het Amerikaans Congres, militaire analisten waaronder Jane's Defence en een groot aantal niet-gouvernementele organisaties zien deze operatie als een invasie. De Chinese regering en de door China geïnstalleerde leiders in wat tegenwoordig door China wordt aangeduid als de Tibetaanse Autonome Regio karakteriseren de operatie als een "bevrijding" van Tibet van "imperialistische krachten" en "de re-integratie met het moederland".
Na een tijdelijke vlucht naar het klooster Dungkhar in de Chumbi-vallei keerde de Dalai Lama terug naar Lhasa; inmiddels hadden zijn afgezanten in Peking het omvangrijke 17 puntenakkoord ondertekend.
Het 17-puntenakkoord was niet van toepassing op het grootste deel van Kham. In 1953 lanceerde de communistische partij daar haar eerste vijfjarenplan. Het plan beoogde onder meer een radicale hervorming van de landbouwproductie. Agrarisch land zou moeten worden gecollectiviseerd met het doel de oude hiërarchie van landeigenaren en landloze boeren om te vormen naar coöperatieve vormen, de voorlopers van de latere communes. Dit soort maatregelen stuitte in Kham gelijk op weerstand. Al in 1955 was er sprake van gewapend verzet tegen de Chinezen. In 1957 ontstond de verzetsbeweging de Chushi Gangdruk ("Vier Rivieren, Zes Gebieden"), die vanaf dat jaar logistieke steun en wapenzendingen van de CIA ontving.
Als gevolg van de gevechten ontstond een toenemende stroom vluchtelingen, die de rivier de Drichu overstaken naar Centraal-Tibet. Begin 1958 begon het Chinese leger een offensief tegen de opstandige Khampa's. Door het geweld werden steeds grotere aantallen Khampa's gedwongen hun toevlucht te zoeken in Centraal-Tibet. In begin 1959 waren er enkele tienduizenden vluchtelingen uit Kham in Lhasa en omgeving. Het straatbeeld in Lhasa en omgeving werd in belangrijke mate bepaald door gewapende Khampa-strijders.
Op 10 maart 1959 zou de Dalai Lama een voorstelling bijwonen op het hoofdkwartier van de Chinese militaire commandant in Lhasa. Een aantal functionarissen verspreidde op 9 maart het gerucht, dat tijdens of direct na de voorstelling de Dalai Lama door Chinese troepen naar Beijing ontvoerd zou worden. Dat gerucht bracht een grote volksmassa op de been, die zich verzamelde voor het Norbulingka, het paleis waar de Dalai Lama op dat moment verbleef. De massa, voor het grootste deel inwoners van Lhasa, trachtte op deze wijze de Dalai Lama te beschermen, door te verhinderen dat hij naar de voorstelling kon gaan. Dat vormde het begin van de opstand.
In deze verwarring ontsnapte de Dalai Lama naar India, waar hij politiek asiel kreeg. Vanuit ballingschap in McLeod Ganj ondernam hij verschillende pogingen om de Verenigde Naties ertoe te bewegen Tibet weer onder Tibetaans bestuur te brengen. Resolutie 1353 kreeg in 1959 een meerderheid van de algemene vergadering, evenals Resolutie 1723 in 1961 en Resolutie 2079 in 1965. Niettemin leidde dit niet tot een verandering van de situatie in Tibet.
In Tibet werd het Chinese militaire apparaat in korte tijd uitgebouwd tot 160.000 manschappen. De tiende pänchen lama, Chökyi Gyaltsen werd na een kritische toespraak in 1962 in een heropvoedingsprogramma ondergebracht, die in 1977 werd omgezet naar een huisarrest in Peking, waaruit hij in 1982 werd vrijgelaten.
In de periode na 1959 werd de nog bestaande sociale ordening van Tibet geheel gewijzigd en getracht die in overeenstemming te brengen met het communistisch systeem. Deze maatregelen waren met name desastreus voor de Tibetaanse kloosters. In 1962 was het aantal functionerende kloosters teruggebracht van ongeveer 2700 in 1959 tot ongeveer 75. In 1959 waren er ongeveer 115.000 monniken. In 1962 slechts 5000. De ontmanteling van het monastieke systeem begon ruim voor de aanvang van de Culturele Revolutie. Die ontmanteling was de belangrijkste sociale en politieke gebeurtenis in Tibet sinds de monastieke herleving van het boeddhisme in de elfde eeuw. Het creëerde ook een gevoel bij veel Tibetanen dat veel van wat zij als de kern van hun identiteit zagen aangevallen werd.

### Culturele Revolutie, gevolgd door ontspanning

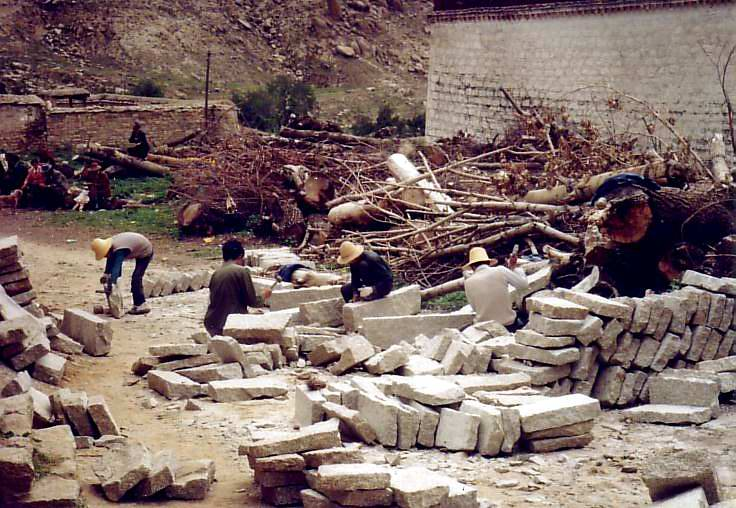
Herstelwerkzaamheden van het klooster Drepung

In 1966 was het begin van de Culturele Revolutie. De Rode Gardisten was eerst een typisch Chinees fenomeen. De Chinese militaire commandant van Tibet trachtte een eigen Tibetaanse Rode Garde te formeren. Op die wijze trachtte hij te voorkomen dat Chinese Rode Gardisten naar Tibet zouden reizen om zijn positie te ondermijnen. Ook bij de Tibetaanse Rode Gardisten lag de nadruk op het vernietigen van de oude orde. Religieuze voorwerpen zoals boeken, gebedsvlaggen, stoepa's werden massaal vernietigd. Alle religieuze feesten, het reciteren van mantras, prostratie, circumbulatie werden verboden. Veel van de – vaak al leegstaande – kloosters werden vernietigd.
Na het eind van de Culturele Revolutie was de economische en materiële situatie in Tibet erbarmelijk. In 1980 onderzocht Hu Yaobang (1915–1989) de situatie in het gebied. Hij beschreef de Chinese politiek in Tibet van de laatste twee decennia als een ramp en kwam met een pakket maatregelen.
De communes werden afgeschaft, land en veestapels werd weer verdeeld onder de boeren. Daarnaast zouden de boeren enkele jaren geen belasting hoeven te betalen. Er kwamen weer enige mogelijkheden voor uitoefening en beleving van de Tibetaanse cultuur, onderwijs in het Tibetaans en beperkingen ten aanzien van religieuze activiteiten werden enigszins verminderd. In de jaren daarna zouden ook kloosters weer heropgebouwd worden. Het werd mogelijk voor Tibetanen in ballingschap weer Tibet te bezoeken.
De Dalai Lama reisde in 1979, 1981 en 1984 naar de Verenigde Staten en sprak op 21 september 1985 in het Capitool een verklaring uit die sindsdien door het leven gaat als een vredesplan en een regeringsprogramma van vijf punten.

### Opstanden van 1987-1993 en 2008

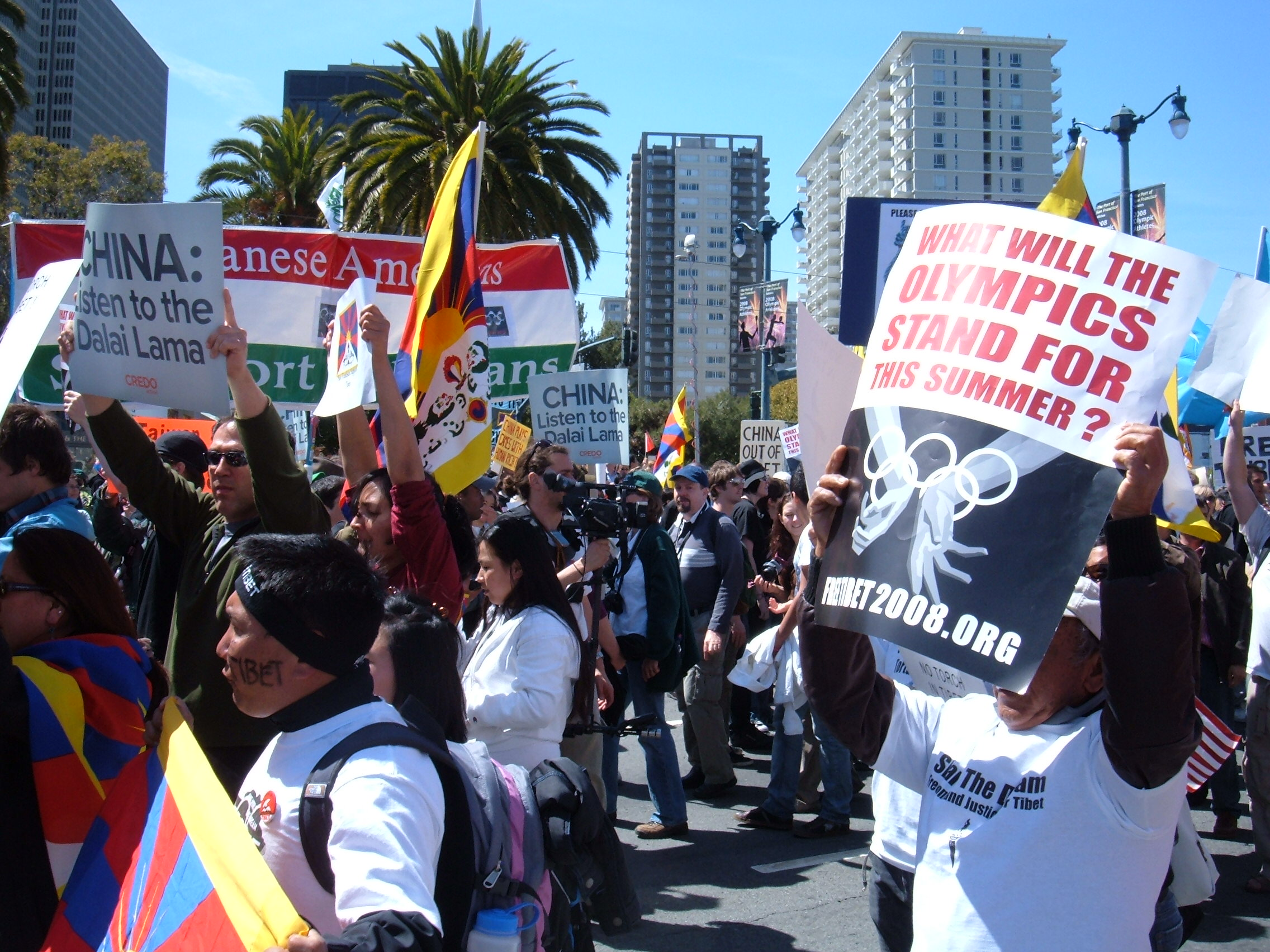
Fakkeltocht door San Francisco

De ontspanning van de jaren 80 en het streven van de Dalai Lama bezielde in Lhasa de vrijheidsdroom; de autoriteiten in Peking spraken echter van separatisme. Tussen 1987 en 1993 ontstonden er opstanden in Tibet met als toppunt 1989. De Chinese autoriteiten sloegen deze opstanden bloedig neer, net als het Tiananmen-protest in juni in datzelfde jaar. Na het onderdrukken van deze opstanden kwam er een einde aan de opening voor meer vrijheid in Tibet. In 1989 ontving de Dalai Lama de Nobelprijs voor de Vrede voor zijn streven naar vrijheid voor de Tibetanen, omdat hij altijd was blijven pleiten voor strikte geweldloosheid.
In 2008 ontstonden er opnieuw grote onlusten van Tibet, in aanloop op de Olympische Zomerspelen. Tibet-organisaties verstoorden onder meer de olympische fakkeltocht van dat jaar in verschillende landen.

## Mensenrechten in Tibet, voor en na de invasie

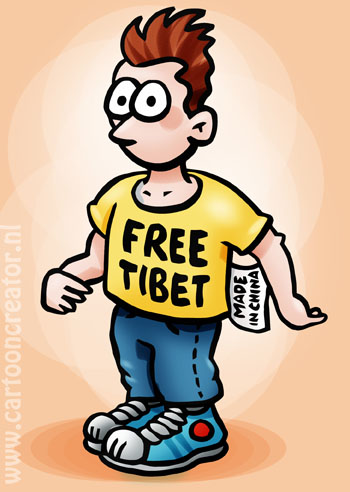
Satire over Chinese dominantie in Tibet

Voor de Chinese invasie, was de Tibetaanse samenleving streng hiërarchisch georganiseerd. Er was een vorm van lijfeigenschap en horigheid en zonder toestemming van de lijfeigenaar, mochten lijfeigenen het hof niet verlaten. Er werden draconische straffen uitgedeeld en op soms kleine vergrijpen kon een straf staan van al honderd zweepslagen. Andere straffen waren verminking van het lichaam, bijvoorbeeld door de ogen uit te steken of oren, neuzen, armen en benen af te snijden. Ook werden langzame martelmethoden uitgevoerd die uiteindelijk leidden tot de dood. Een voorbeeld hiervan is de stenen hoed: hierbij kreeg het slachtoffer steeds meer stenen op het hoofd gestapeld, totdat uiteindelijk de oogbollen uit de kassen plopten.
De situatie van de mensenrechten in Tibet was in de eerste decennia na de overname van het bestuur door China repressief en tijdens de Culturele Revolutie zeer destructief. De Tibetaanse regering in ballingschap noemt een hoog aantal doden, dat sinds de invasie van Tibet in 1950-51 zou zijn gevallen als gevolg van hongersnood en geweld door de Chinese autoriteiten, van 1,2 miljoen. Patrick French en Warren W. Smith berekenden dit aantal opnieuw en kwamen tot een voorzichtige schatting dat het ca. 400.000 Tibetaanse slachtoffers moeten zijn geweest.
In China wordt aan het begin van de 21e eeuw nog steeds gemarteld in gevangenissen. De meest voorkomende martelmethoden zijn misbruik van handboeien, voetboeien en duimschroeven; het toedienen van elektriciteit met een stroomstootwapen; ophanging aan op de rug vastgebonden handen in combinatie met voetverbranding door kolen of chilipoeder onder de voeten aan te steken; blootstelling aan extreme koude of warme temperaturen; zwaar lichamelijke dwangarbeid; inzet van vechthonden; seksuele dwang; opsluiting in een isoleercel; het tonen van video's van foltering van andere gevangenen; urineren in de mond; gedwongen afname van bloed en ander lichaamsvocht; afranseling; en andere marteltechnieken.
Op 8 maart 2006 werd een rapport uitgebracht door het Bureau of Democracy, Human Rights, and Labor Affairs dat deel uitmaakt van het Amerikaanse ministerie van Buitenlandse Zaken en waarin de mensenrechtensituatie van dat moment werd beschreven. Het rapport schrijft onder meer over beroving van het leven, marteling, omstandigheden in de gevangenissen, willekeurige gevangenneming, politieke gevangenen, recht op een eerlijk proces, godsdienstvrijheid, vrijheid om te reizen, etnische minderheden in China en de bescherming van cultureel erfgoed.

## Status van Tibet

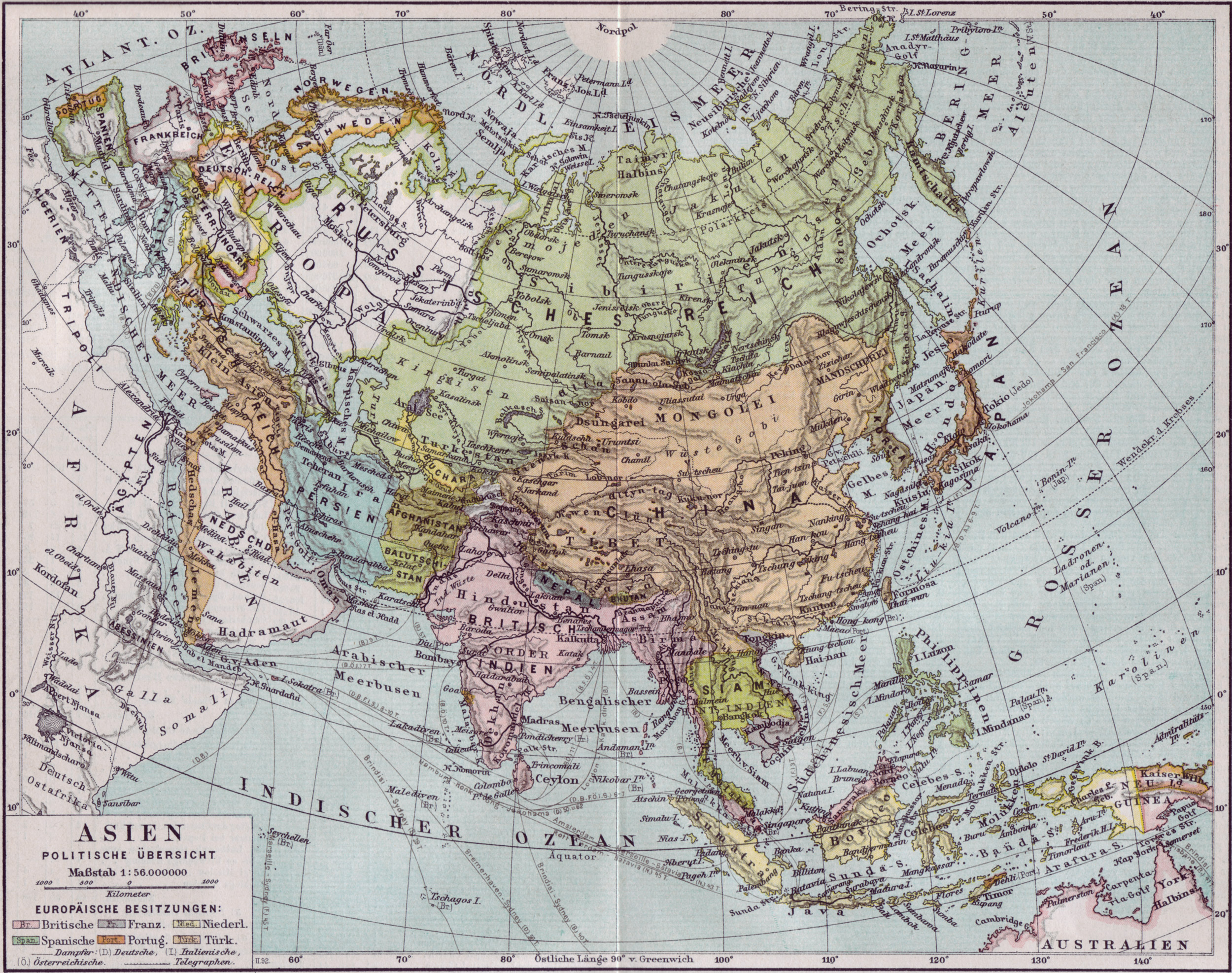
Status van Tibet in 1890 volgens Meyers Konversations-Lexikon, als onderdeel van het Chinees Keizerrijk

Sinds de invasie van Tibet in 1950 is er een debat gaande over de status van Tibet.
Volgens de Chinese regering vormde Tibet al honderden jaren een onderdeel binnen de soevereiniteit van China en was het tussen 1913 en 1950 een "opstandige provincie," totdat het Volksbevrijdingsleger van Mao Zedong het met de invasie van Tibet in 1950-51 "bevrijdde."
Volgens de Tibetaanse regering in ballingschap is Tibet altijd een onafhankelijk land geweest. Het was nooit een vazalstaat van China. Vanaf 1895 regeerde de dertiende dalai lama Tibet en al bij begin van zijn regering beschouwde hij Tibet als een onafhankelijk land. Ook wordt erop gewezen dat de kantoren van de diverse landen in Lhasa van vóór 1951, in de praktijk ambassades waren, waar voor niet-Tibetanen, onder wie ook een klein aantal Chinese bezoekers, verblijfsdocumenten werden uitgeschreven. Deze feiten worden door de huidige Chinese regering ontkend. Volgens Heinrich Harrer, die na de Chinese invasie in 1950 het land ontvluchtte, waren er vlak voor de Chinese invasie maar 7 Chinezen in Tibet, namelijk het kleine aantal werknemers op de Chinese ambassade in Lhasa.
Toen de Xinhai-revolutie in 1911 de val van de Qing-dynastie en daarmee Chinees Keizerrijk inluidde, keerde de gevluchte dertiende dalai lama Thubten Gyatso terug naar Tibet, verbande alle Chinezen en riep in februari 1913 de onafhankelijkheid uit. Hij zette dit kracht bij door in dezelfde maand het Verdrag van Urga te sluiten met Mongolië, waarin Tibet en Mongolië elkaar als onafhankelijke staten erkenden. Voor sommige wetenschappers is dit het moment, dat Tibet de facto onafhankelijk werd van China; maar het lijkt niet waarschijnlijk dat het zwakke Mantsjoebewind, dat Tibet nooit werkelijk heeft bezet noch er belastingen heeft geheven, als een serieuze voorloper van de huidige Chinese overheersers moet worden gezien, zodat Tibet de facto al vanaf 1353 als een onafhankelijke staat kan worden beschouwd. In elk geval voerde Thubten Gyatso nu Tibetaanse valuta, een vlag van Tibet en Tibetaanse posterijen in.

## Tibetaanse diaspora

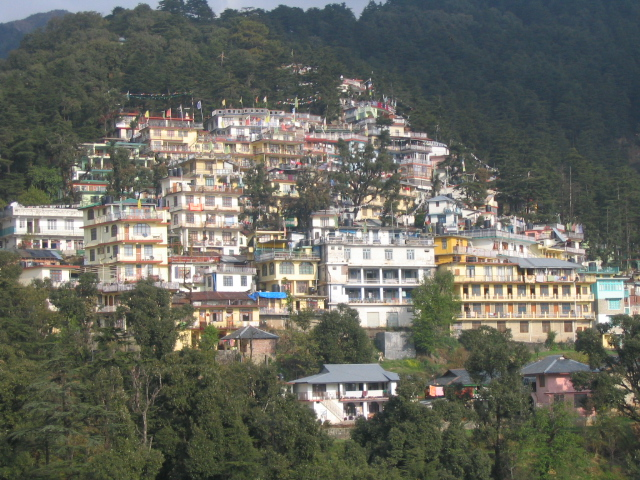
Hill station McLeod Ganj, sinds 1960 de woonplaats voor Tenzin Gyatso en veel andere ballingen

Sinds 1950 vluchtten meer dan 100.000 Tibetanen naar het buitenland. Velen bezweken aan verwondingen en barre weersomstandigheden tijdens de vlucht die meestal liep via het Himalaya-gebergte. Vervolgens werd bij aankomst het hoogteverschil, de verandering in klimaat en het verschil in voedsel veel vluchtelingen fataal, waaronder voornamelijk kinderen.
De Tibetaanse ballingsoorden groeiden na verschillende generaties uit en er ontstonden op verschillende plaatsen in voornamelijk India en Nepal stadsdelen of steden die bevolkt worden door nagenoeg alleen nazaten of nieuwe vluchtelingen. Ze bouwden hier een religieus en cultureel leven op, met nieuwe vestigingen van de grote kloosters in Tibet, scholen en instituten. Ook in Nederland en België ontstonden er Tibetaans boeddhistische centra, zoals het Tibetaans Instituut en het Maitreya Instituut en het klooster Karma Deleg Chö Phel Ling.

## Tibetaanse cultuur

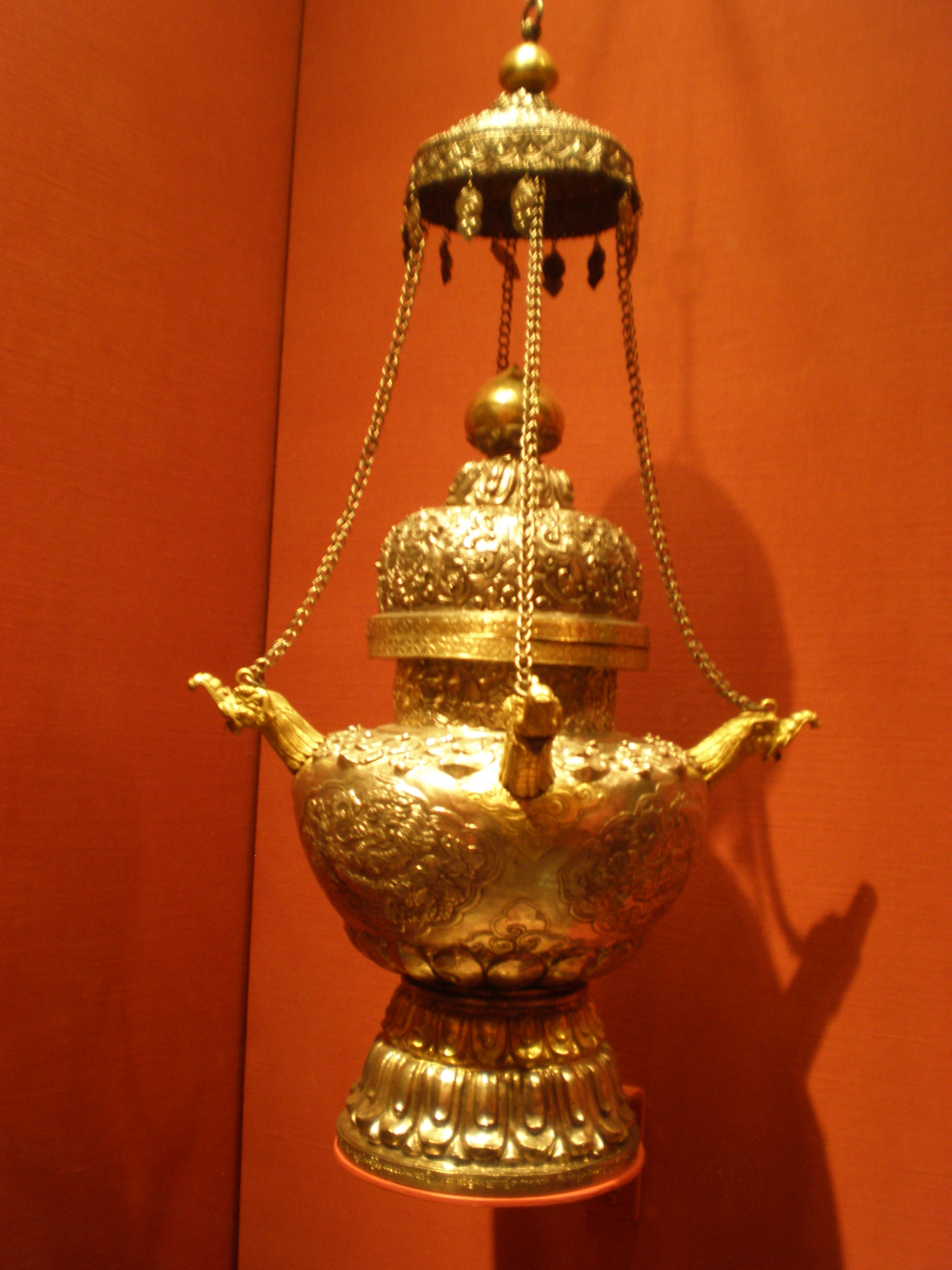
Tibetaans wierookvat

De Tibetaanse cultuur ontwikkelde zich binnen specifieke geografische en klimatologische omstandigheden van Tibet, zoals de grote hoogte, korte vegetatieperiode en lage temperatuur. De cultuur in Tibet bestaat voor een deel uit nomadencultuur. Hoewel het invloeden kent van de omliggende regio's in India, China en Mongolië, heeft Tibet gezien de afgelegen ligging en de ontoegankelijkheid een onderscheiden lokale cultuur opgebouwd. Van grote invloed is de introductie van het Tibetaans boeddhisme geweest aan het eind van het 1e millennium. Deze werkt door in de kunst, literatuur en muziek. Een andere belangrijke invloed kwam van de traditionele bönreligie.

### Architectuur

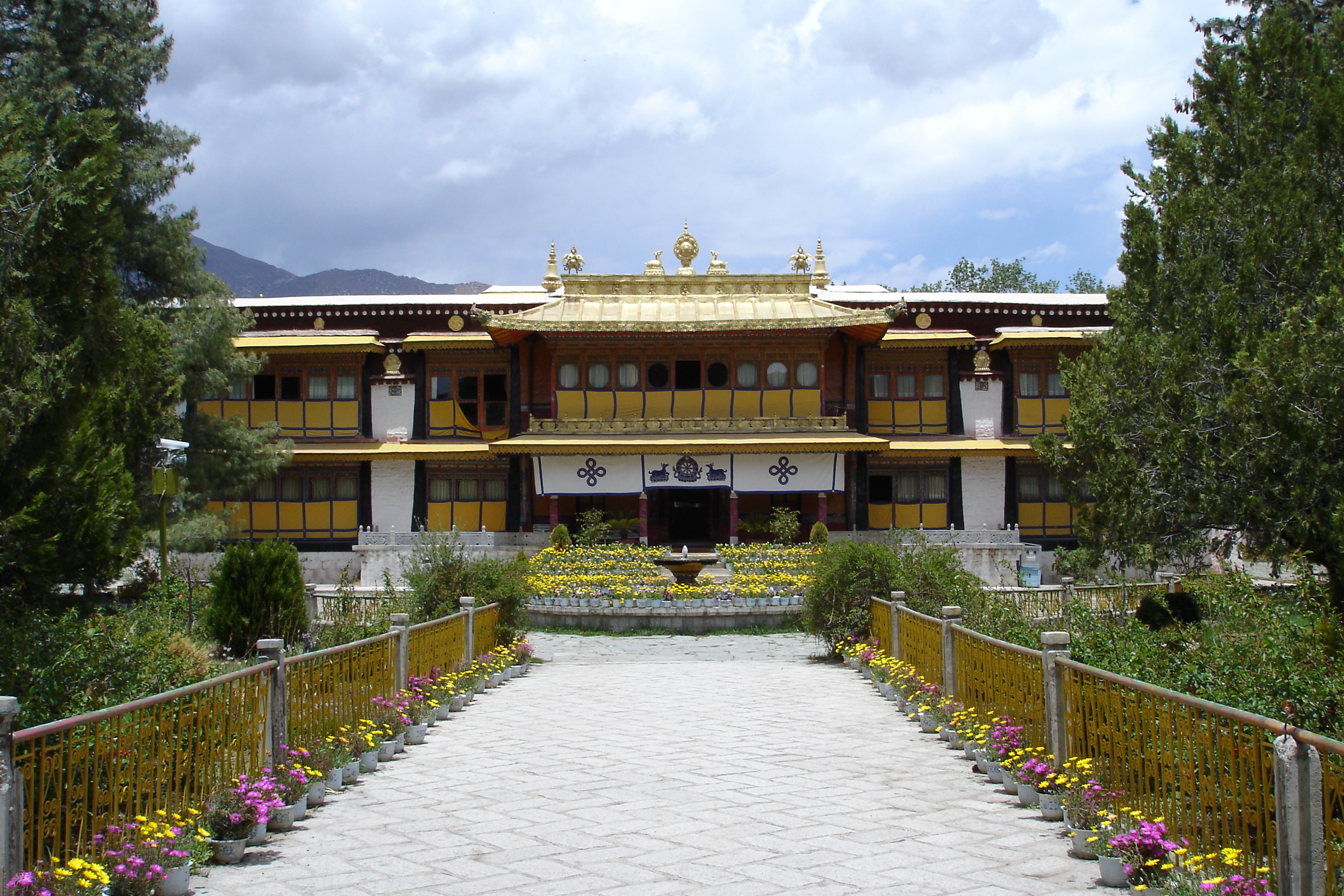
Norbulingka-paleis

Architectuur in Tibet bevat Chinese, Indiase en Mongoolse invloeden en is een weerspiegeling van Tibetaans boeddhistische tradities. Op bijna elke gompa is in Tibet een gebedsmolen samen met twee herten of draken te vinden. Het ontwerp van de Tibetaanse chörten kan verschillen van rondachtige muren in Kham tot rechthoekige muren in Ladakh.
Vanaf 1994 werden drie Tibetaanse bouwwerken uitgeroepen tot Werelderfgoed. Dit waren het Potala-paleisen de kloostertempel Jokhang, beide uit de 7e eeuw, en het 18e-eeuwse zomerpaleis van de dalai lama, Norbulingka. Het Potala-complex omvat de witte en rode paleizen en nevengebouwen.

### Kunst
Tibetaanse kunst bestaat vooral uit religieuze kunst dat beïnvloed is door het Tibetaans boeddhisme. Voor een groot deel bestaat het uit relikwieën zoals beeldjes, thangkaschilderingen of mandala's van Boeddha, bodhisattva's of van de vajra. Veel Tibetaans boeddhistische kunst maakt onderdeel uit van de beoefening van tantra's.
De hedendaagse Tibetaanse kunst wordt voornamelijk voortgebracht door Tibetanen in ballingschap. Deze kunststroming onderscheidt zich van traditionele Tibetaanse kunst doordat de religieuze invloed minder sterk of geheel verdwenen is. Ook zijn er invloeden van andere kunststijlen waarneembaar.

### Muziek

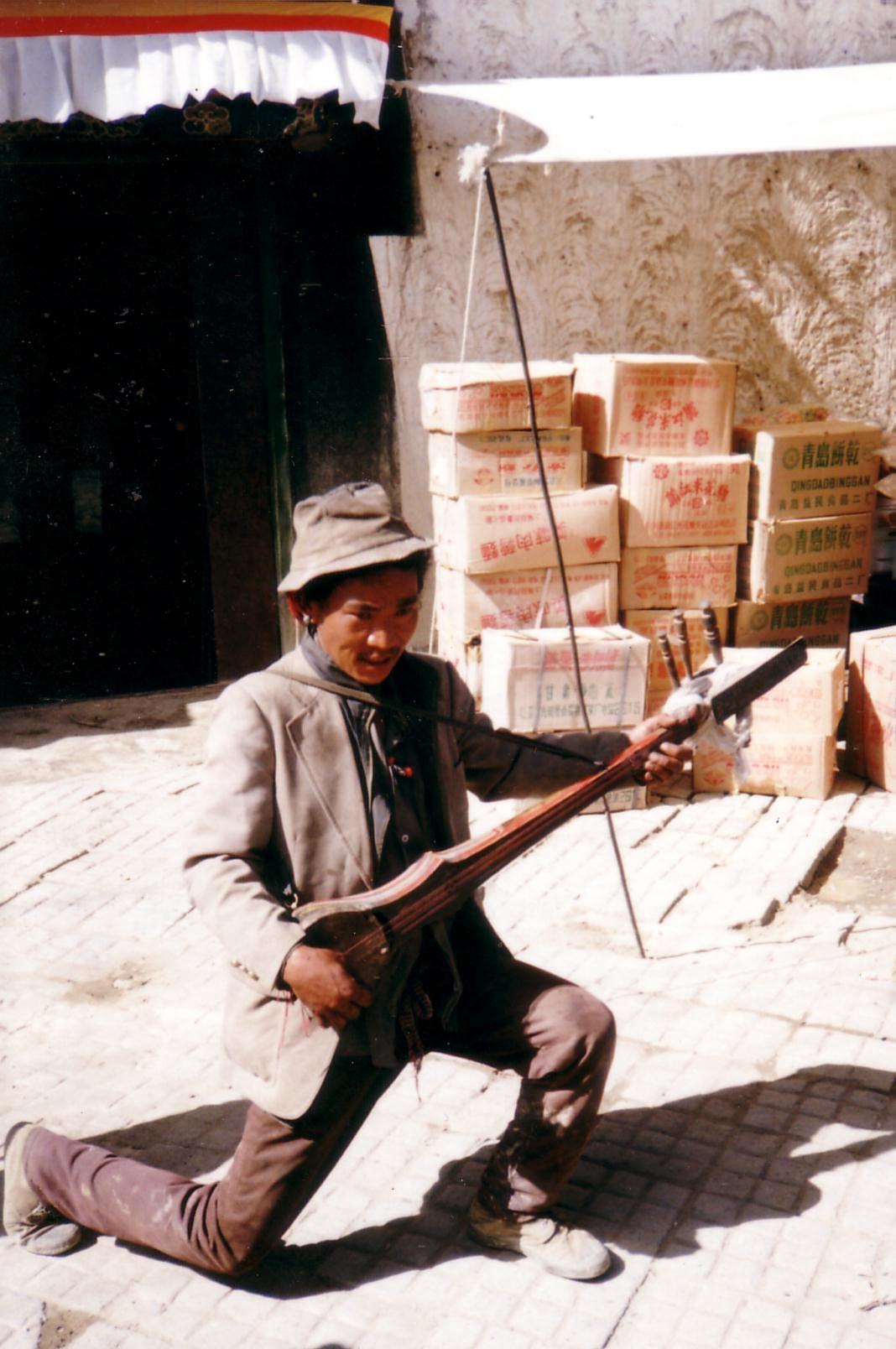
Dramyenmuzikant in Shigatse

In de traditionele Tibetaanse muziek worden muziekinstrumenten bespeeld uit de eigen regio, waaronder de dramyen, dungchen en de gyaling.
Een traditie die teruggaat naar de 12e eeuw is de lama Maní, ofwel de vertelling van boeddhistische parabelen door gebruikmaking van zang. Deze liederen werden uitgevoerd door wandelende verhalenvertellers die van dorp naar dorp reisden. Deze verhalen putten ze uit hun eigen, vaak bescheiden herkomst. Een andere vorm van klassieke muziek die nog steeds bij speciale rituelen en ceremonies wordt opgevoerd is gar. Verder is de a capellastijl lu in zwang en zijn er epische troubadours die het beroemde Epos van koning Gesar voordragen.
Tibetaanse muziek heeft enerzijds effect gehad op westerse muziek, in het bijzonder op new age. De eerste mengeling hiervan was Tibetan Bells, een release uit 1971 van Nancy Hennings en Henry Wolff. Verder hielp de soundtrack van Kundun van Philip Glass mee, aan een betere bekendheid van Tibetaanse muziek buiten Tibet. Andersom, hadden buitenlandse stijlen van popmuziek een grote impact op de Tibetaanse populaire muziek. Zo zijn de rock-'n-roll en het Indische ghazal en filmi erg populair. Na de ontspanning van enkele wetten in de jaren 80, werd de Tibetaanse taal geïntroduceerd in rap.

### Podiumkunsten
De traditionele Tibetaanse operastijl is lhamo, die teruggaat tot de ontwikkeling ervan door de bruggenbouwer Thangtong Gyalpo in de 14e eeuw. Gyalpo rekruteerde zeven meisjes en organiseerde voor hen een optreden om fondsen te werven. Met deze fondsen wilde hij bruggen bouwen om betere verbindingen aan te leggen in het Tibet. Dit werd het eerste lhamo-optreden en de traditie zette zich voort, zodat tegenwoordig nog lhamo's worden gehouden op feestelijke gebeurtenissen.
Op Tibetaanse podia wordt toneel voornamelijk opgevoerd op een houten podium. Dans, chant en muziek wordt vaak opgevoerd met gebruikmaking van gekleurde maskers die een karakter uitbeelden. Buiten China worden de podiumkunsten en in het bijzonder de lhamo in stand gehouden door het Tibetaans Instituut voor Podiumkunsten.

### Film

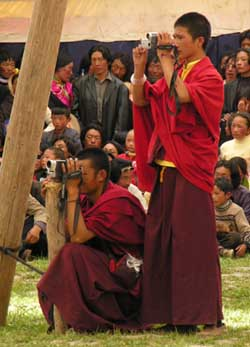
Monniken met camera (2005)

Met betrekking tot Tibet kunnen film worden onderverdeeld in films die in het Tibetaans zijn, door Tibetanen zijn geregisseerd of geproduceerd, Tibetanen als thema hebben en films die in Tibet zijn gefilmd of Tibet als thema hebben. Daarnaast speelt in sommige gevallen Tibet als droom, ideaal en utopie bij mensen een rol. Deze motieven domineren meer bij Westelijke regisseurs dan bij Tibetanen.
Daarnaast onderscheiden deze films zich sterk, per invloedssfeer waarin ze gemaakt zijn: Tibetaans, Westers of Chinees. Respectievelijk verlopen deze drie van sterk documentairegericht naar een sterk accent op speelfilms. De vermenging met een opvoedkundig tot propaganda-achtig element komt in alle invloedssferen voor.
Tibetanen begonnen al in de jaren 20 te filmen. Daaruit ontwikkelde zich nog geen filmindustrie. Uit het boek Zeven jaar in Tibet van Heinrich Harrer blijkt dat Tenzin Gyatso, de veertiende dalai lama, al in de jaren 30 in het bezit was van een filmcamera. De cup uit 1999 van Khyentse Norbu is de eerste film van een Tibetaanse regisseur die in het Westen een bioscoopsucces werd.
Andere succesvolle films op dit gebied waren Samsara en Travellers and Magicians, in China behaalden Xiu Xiu: The Sent Down Girl, Kekexili: Mountain Patrol en The Knot veel prijzen en succesvolle films in het Westen waren bijvoorbeeld Little Buddha, Kundun en Seven Years in Tibet.

### Kleding
De kledingkeuze is begin 21e eeuw nog relatief conservatief. Hoewel er steeds meer wordt overgegaan op westerse kleding, blijven Tibetanen in het algemeen aan hun oorspronkelijke kledingstijl vasthouden. Aan vrouwen die een donkere wikkeljurk over een blouse dragen en een kleurige, gestreepte, geweven wollen schort, is te zien dat ze getrouwd zijn. Zowel mannen als vrouwen dragen lange mouwen, ook wanneer het in de zomermaanden warm is.
Er zijn verschillende typische Tibetaanse kledingstukken, zoals de chuba bij de nomaden of de Tibetaanse plaid die als reisdeken dient. Daarnaast is er de khata, een sjaal die dient geschenk. Het symboliseert goede wil, geluk en compassie. Het is meestal gemaakt van zijde en als de kleur wit is, symboliseert het een puur hart van de gever.

### Keuken

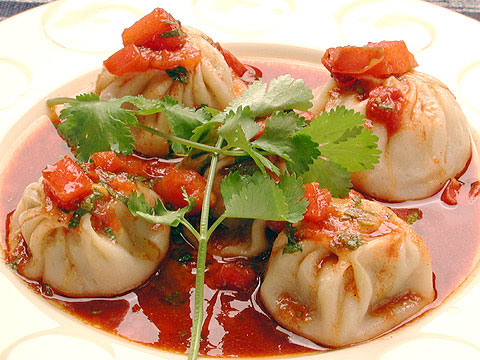
Momo's, een Tibetaanse pasta

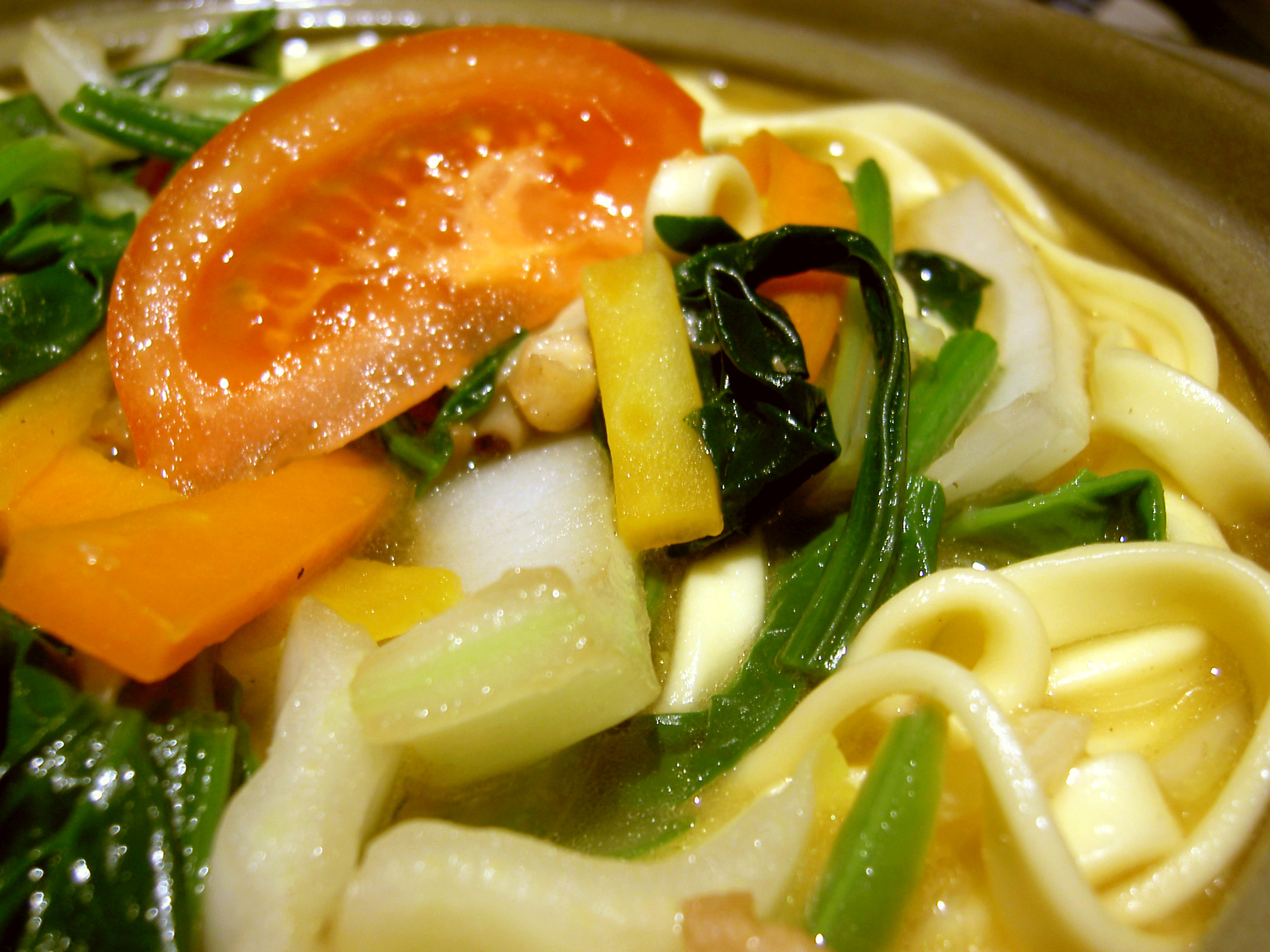
Thukpa, een pastasoep

De Tibetaanse keuken heeft veel overeenkomsten met de kookstijlen uit de directe omgeving, zoals Nepal en Bhutan, maar er zijn verschillen, onder andere omdat er slechts weinig gewassen groeien op de hoogte waarop Tibet zich bevindt. Het belangrijkste gewas is gerst.
Het deegproduct tsampa is het basisvoedsel van Tibet. Het is de eenvoudigste Tibetaanse maaltijd die dient als ontbijt, tussenmaaltijd of reisproviand. Het meest frequent op het menu staat jakvlees, yoghurt, boter en kaas. Vleesgerechten bestaan meestal uit vlees van de jak, dzo, geit of het schaap. Meestal wordt het vlees gedroogd of gekookt in een kruidige stoofpot met aardappelen.
De meeste Tibetanen drinken dagelijks veel boterthee; andere thee wordt zelden gedronken. Tibetanen voegen zout toe aan hun thee in plaats van suiker. Het zout in de thee is van nut om aan de vochtigheidsbehoefte van het lichaam in de gure klimaatomstandigheden tegemoet te komen. Alcoholische dranken die in Tibet worden gedronken, zijn bijvoorbeeld twee rijstwijnen pinjopo en raksi en het Tibetaanse bier chaang, dat meestal van gerst wordt gemaakt.
Er zijn verschillende Tibetaanse kaassoorten die van karnemelk (dara) worden gemaakt. Deze wordt vijf minuten verhit en daarna afgekoeld tot 20°C of minder. De karnemelk is dan veranderd in wei en zachte wrongel, ofwel de zachte kaas chura loenpa. Het is tevens het basisproduct voor de gedroogde kaas chura kampo. Een extra harde kaassoort is chhurpi die wordt gemaakt van gebonden yoghurt.

### Literatuur

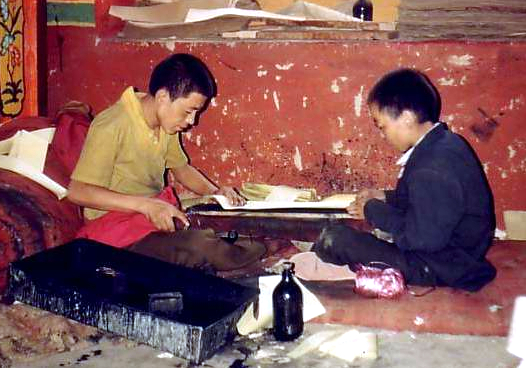
Monniken bezig met een blokdruk

### Kalender
De Tibetaanse kalender is een lunisolaire kalender. Dat betekent dat een jaar bestaat uit 12 of 13 maanmaanden die elk beginnen en eindigen met nieuwe maan. Een dertiende maand wordt ongeveer elke drie jaar toegevoegd, zodat een gemiddeld Tibetaans jaar gelijk is aan een zonnejaar.
Elk jaar wordt geassocieerd met een dier en een element, vergelijkbaar met de Chinese dierenriem. De verschillende dieren zijn de haas, draak, slang, paard, schaap, aap, vogel, hond, varken, muis, rund en tijger. De verschillende elementen zijn vuur, aarde, ijzer, water en hout.

### Festivals

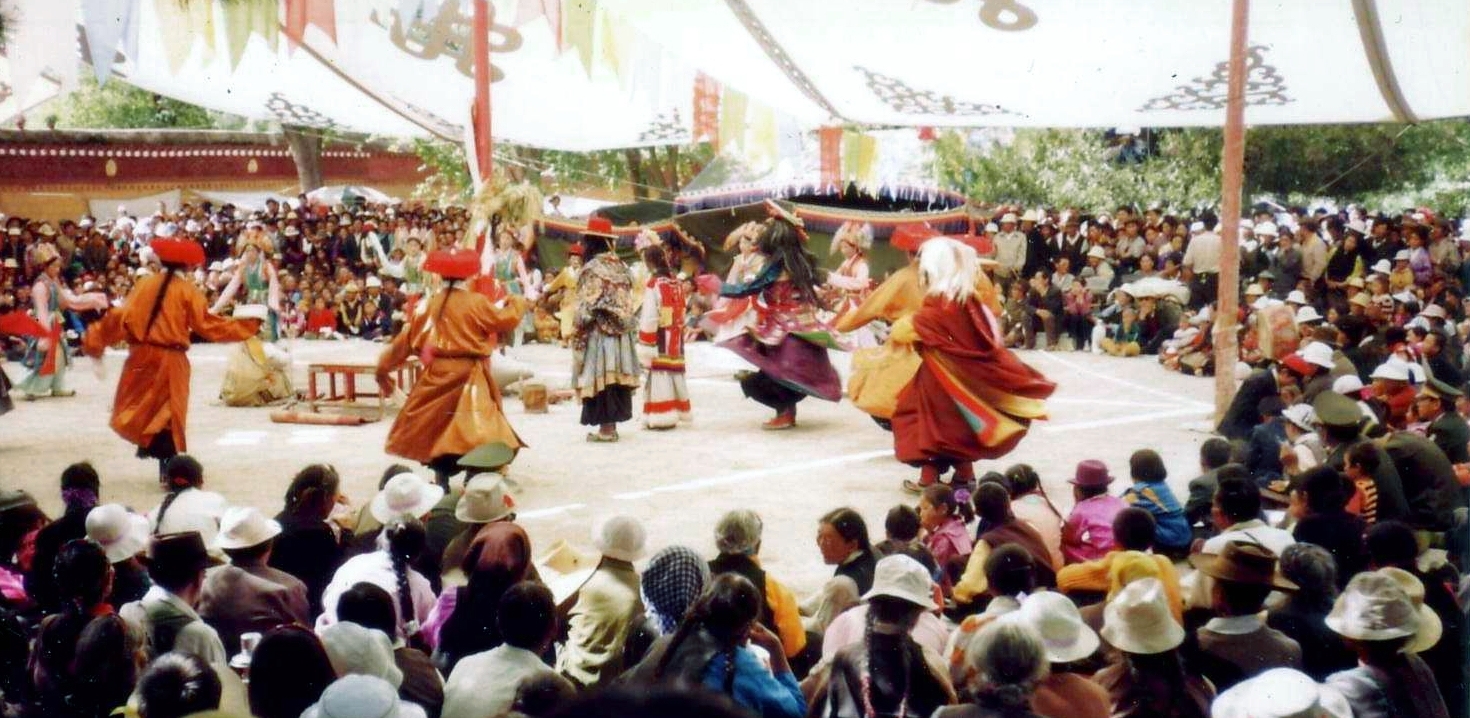
Yoghurtfestival

Tibetanen kennen verschillende belangrijke festivals. Het belangrijkste hiervan is losar, het Tibetaan nieuwjaar. Verder is er bijvoorbeeld jaarlijks het Yoghurtfestival in het Juweelpark van het Norbulingka-paleis in Lhasa. Verder neemt elke Tibetaan drie keer in zijn leven deel aan een badfestival: bij de geboorte, het huwelijk en bij de dood. Tijdens het badfestival wordt een picknick gehouden en het vindt plaats in en bij de rivieren. Tibetaanse festivals kennen een grote mate aan entertainment, met veel sporten zoals jakraces.

### Sport

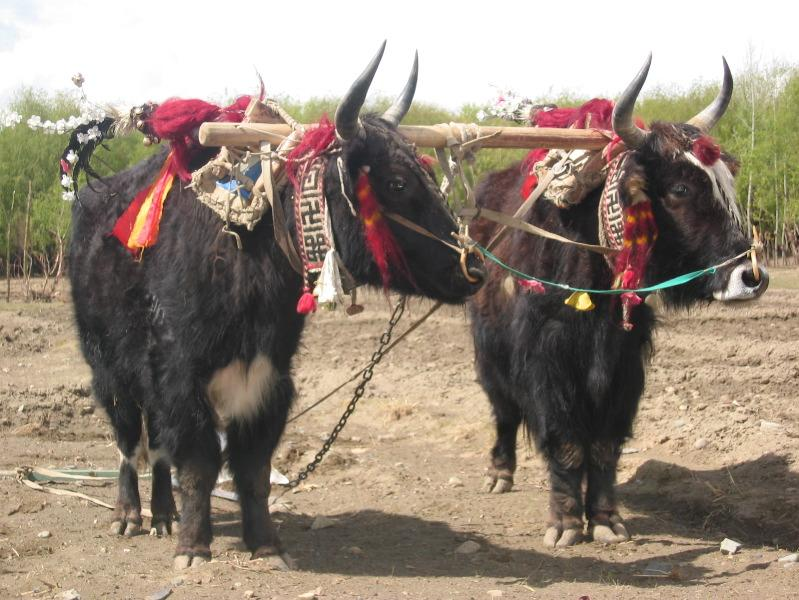
Gedecoreerde jaks

Sport is in Tibet traditioneel beperkt tot een aantal sporten, zoals paardenraces met Tibetaanse pony's, polo, boogschieten, worstelen en jakraces. Verder zijn er van oudsher Tibetaanse krijgskunsten, als boabom, kateda, lama, tescao en qi dao. Begin 21e eeuw zijn ook andere sporten in populariteit toegenomen, waaronder basketbal, cricket, polo, atletiek en voetbal.
Jakraces worden die meestal gespeeld tijdens traditionele festivals. Een competitiespeler klimt op de rug van een jak en rent ermee naar het andere eind van het raceparcours. Jaks kunnen snel rennen over korte afstanden. De winnaar ontvangt gewoonlijk een khata-sjaal en prijzengeld.
Sinds 1999 hebben de Tibetanen in ballingschap een nationaal voetbalelftal en een eigen voetbalbond; deze wordt echter niet erkend door de FIFA. Bondscoach Kelsang Döndrub vond begin jaren 2000 zijn voetballers vooral in de Indiase competities en in enkele clubs in Nepal. In april 2008 maakte het elftal een tour door Europa, waarbij het ook enkele vriendschappelijke wedstrijden in Nederland speelde.

## Economie

### Landbouw en veeteelt
De economie van Tibet is altijd gedomineerd geweest door substantiële landbouw en veeteelt. De jak en de dzo zijn door de eeuwen heen belangrijk geweest voor het verrichten van zwaar werk, zoals het ploegen, maar ook als lastdier en rijdier. De melk van deze dieren wordt gebruikt voor boter en kaas. Het belangrijkste gewas in Tibet is gerst. Daarnaast worden tarwe, boekweit, rogge, haver, koolzaad, aardappels, katoen, groenten en fruit verbouwd. In de Tibetaanse keuken wordt vooral jakvlees vaak gegeten en vaak boterthee gedronken.

### Handel

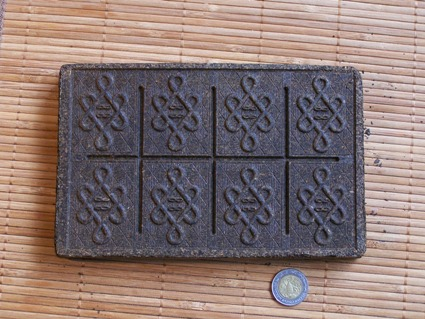
Een samengeperst theeblok

Tibet voerde door de eeuwen heen de meeste handel met China. De belangrijkste ruilgoederen waren paarden uit Amdo, die werden geruild voor Chinese thee. Tibet exporteerde verder medicinale kruiden, geweien, muskus en goud naar China. Naast thee importeerden Tibetaanse handelaren zijden kleren, porselein en zilver uit China. De omvang van de handel van Tibet met de zuidelijke buren India, Nepal en Bhutan was veel kleiner. Hier betrof het vooral de ruil van zout en wol voor granen (inclusief rijst).
Zoutnomaden dregden het zout uit de zoutmeren van de Changtang en vervoerden het per karavaan naar de lagergelegen gebieden om het via ruilhandel in te wisselen voor gerst en ander basisvoedsel.

### Valuta, zegels en postzegels

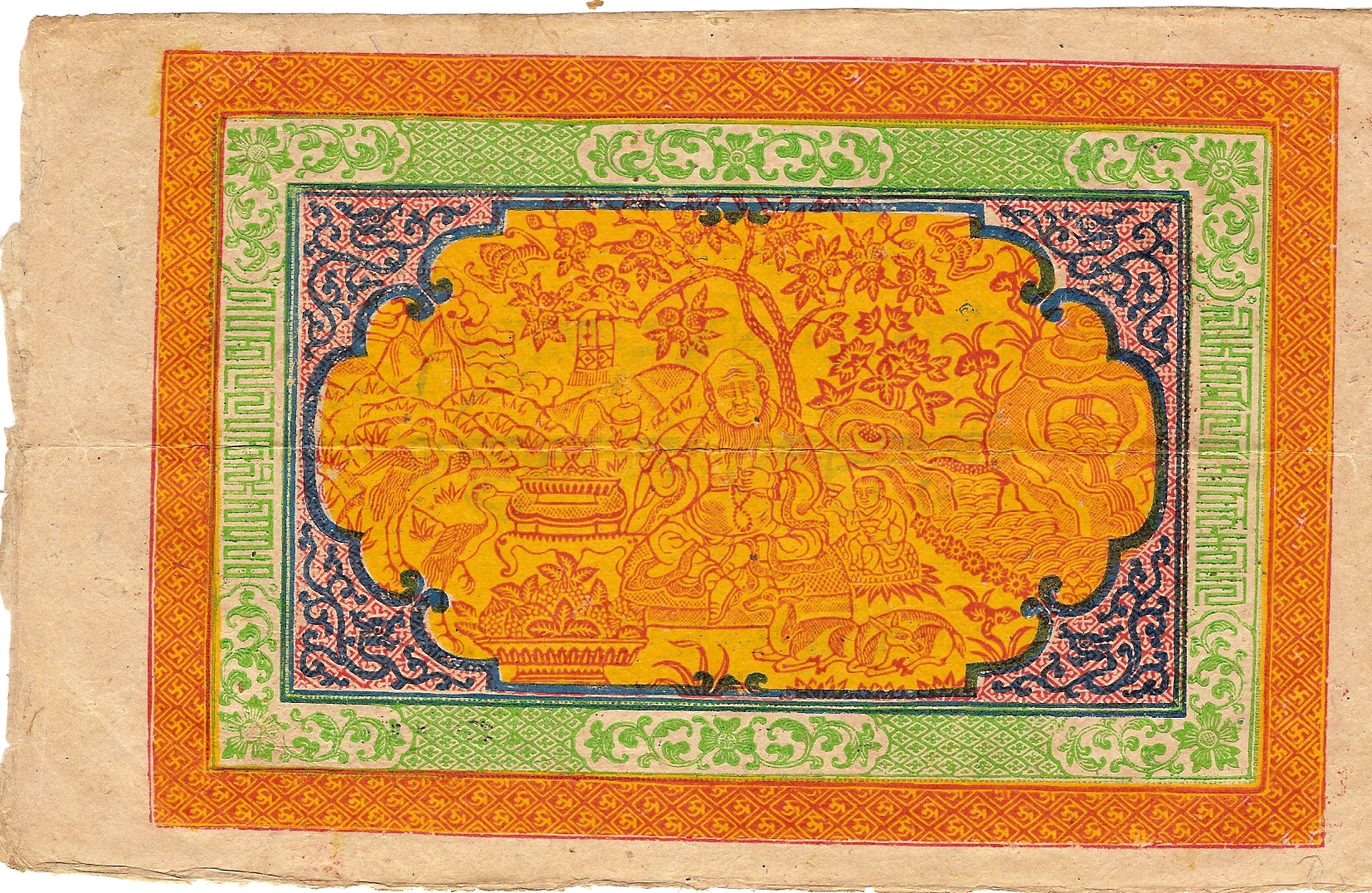
100 tam srang-biljet

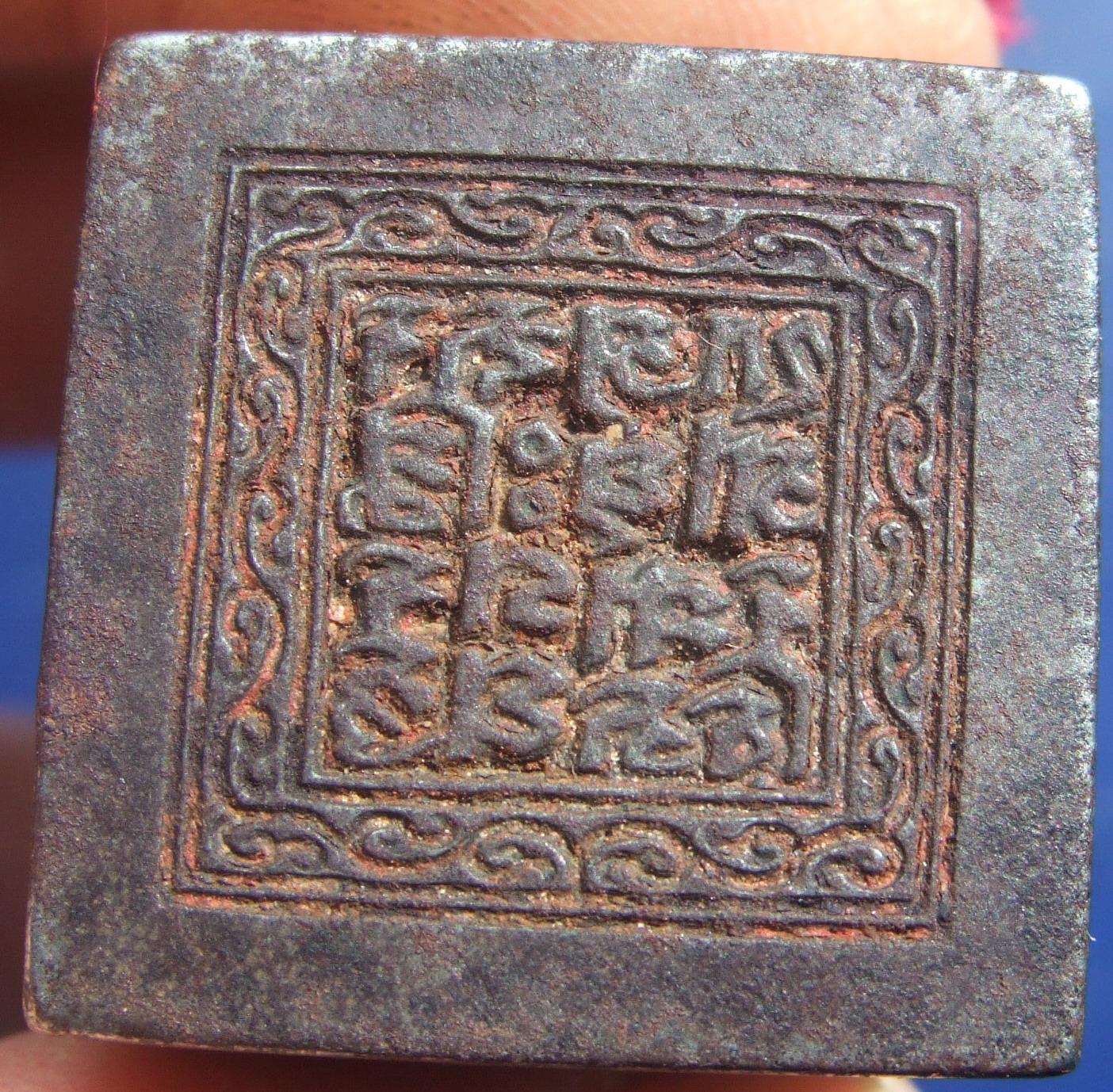
Vergulde, ijzeren zegel

Tot in de 17e eeuw had Tibet geen eigen valuta en was ruilhandel gebruikelijk in het economisch verkeer, waarbij ook werd geruild met goud, kralen of schelpengeld. In 1785 werden in Tibet de eerste zilvermunten geslagen, onder gezamenlijk Chinees en Tibetaans gezag. Vanaf 1840 werd er alleen nog een puur Tibetaanse munt in omloop gebracht. Met twee korte onderbrekingen werd deze munt tot 1954 gevoerd. De eerste bankbiljetten werden in omloop gebracht vanaf 1913 en uitgebracht tot 1959. Ook waren er in de eerste helft van de 20e eeuw Tibetaanse posterijen. Al daterend vanaf het eind van de 8e eeuw kwamen Tibetaanse zegels voor.

### Twee grote hervormingen sinds 1950

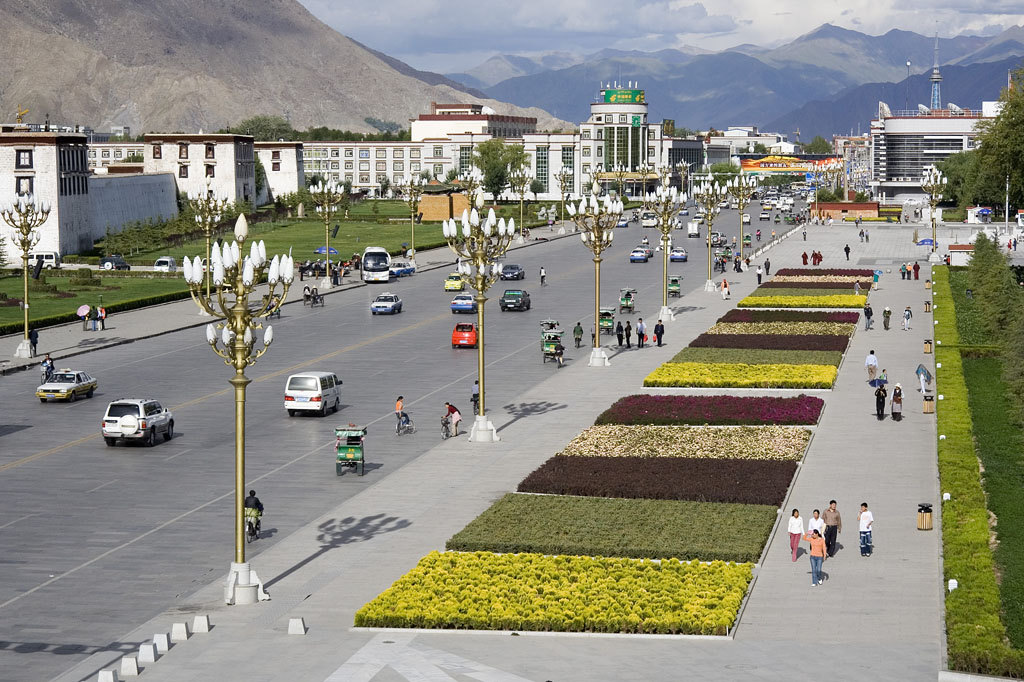
De hoofdstraat van Lhasa, 2006

Na de invasie van Tibet in 1950-51 probeerden de Chinese autoriteiten onder aanvoering van Mao Zedong aanvankelijk de harten van de Tibetanen te winnen door overreding en de invoering van landhervormingen naar maoïstisch model. Dit beleid mislukte echter en net als in de rest van China werd de lokale economie zodanig ontwricht, dat er begin jaren 60 een hongersnood in Tibet ontstond met honderdduizenden doden tot gevolg. In heel China waren er tussen de 15 tot 36 miljoen doden. Het beleid werd repressiever en leidde ook de Tibetaanse gebieden in China naar de Culturele Revolutie, waardoor ze verarmden in economische, religieuze en culturele zin.
Mao's overlijden en het aantreden van Deng Xiaoping brachten de eerste aanzet tot economische hervormingen. In geheel China leidden de hervormingen tot spectaculaire successen, maar in Tibet werkte dit averechts. De frustratie over de snel veranderende samenleving en de massale aanwezigheid van Han-Chinezen in het Tibetaanse bedrijfsleven kwam tot uitdrukking in de opstanden in Tibet van 1987-1993 en van 2008. Ruiten van winkels in Barkhor en andere winkelcentra in handen van Chinezen sneuvelden. Voor Tibetanen betekende het een stap van culturele onderdrukking naar economische marginalisatie.

### Sinificatie van Tibet
Een van de meest beladen onderwerpen is de migratie van Han-Chinezen naar vooral de huidige Tibetaanse Autonome Regio, de TAR. In veel van de beeldvorming zouden Tibetanen in dat gebied al een minderheid zijn. De meest bij het debat betrokken partijen hanteren om ideologische redenen vaak selectieve gegevens. Daarbij worden dan bijvoorbeeld historische cijfers over Centraal-Tibet (het gebied van de huidige TAR), Kham en Amdo gezamenlijk afgezet tegen hedendaagse cijfers over alleen de Tibetaanse autonome regio of omgekeerd. Het debat wordt ook vaak bemoeilijkt door het soms wel of soms niet mee laten wegen van de floating population. Dat zijn Han-Chinezen die tijdelijk in de regio zijn, zoals onder meer de aanwezigheid van een Chinese troepenmacht. Het aantal daarvan wordt geraamd op ongeveer 130.000 maar kan in tijden van demonstraties en onrust oplopen tot het dubbele.

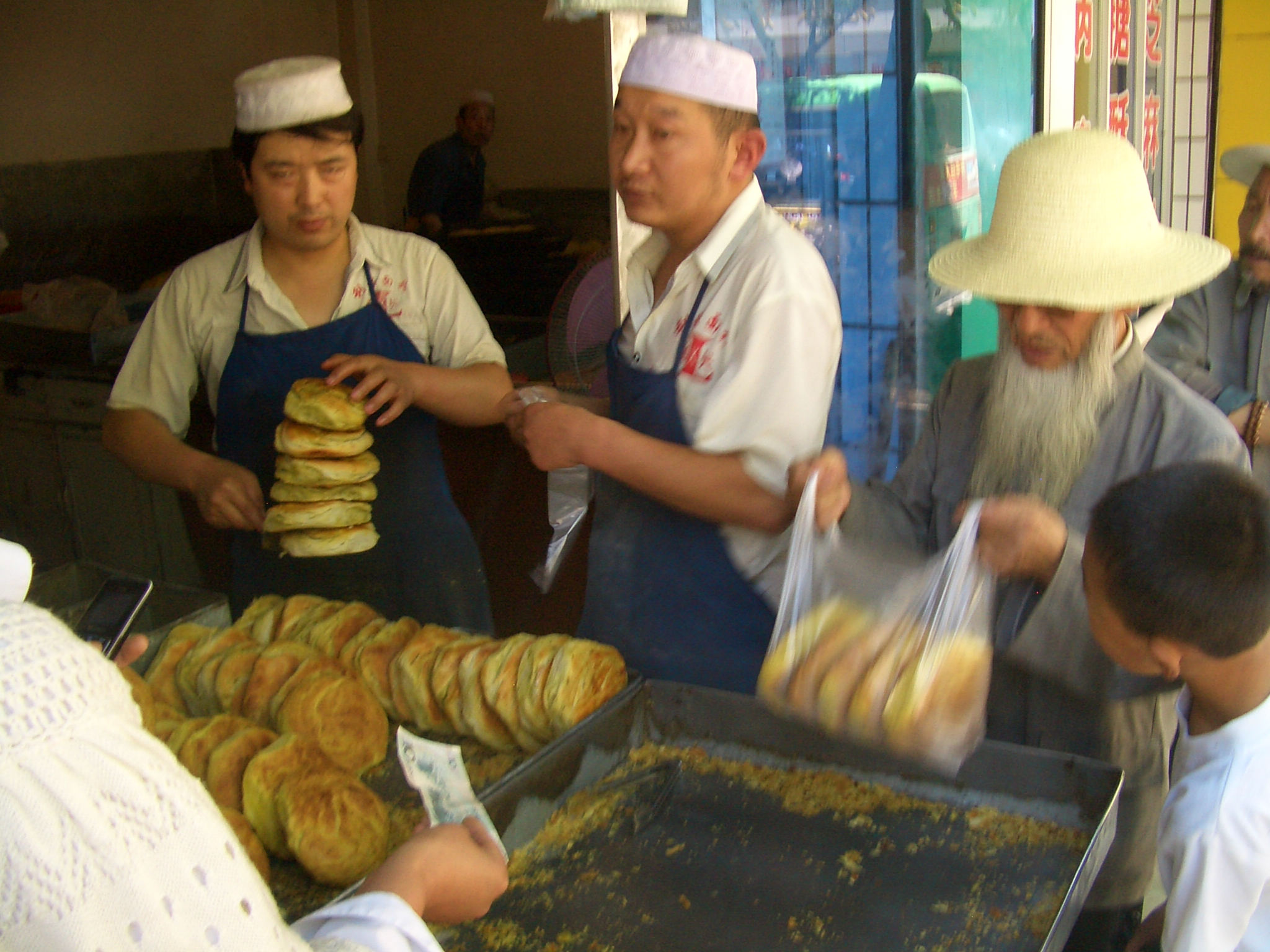
In toenemende mate is vooral het winkelbestand in Lhasa in handen van Hui

Een aantal patronen zijn uit rapporten en onderzoeken van onafhankelijke wetenschappers wel helder. De instroom van Han-Chinezen heeft vrijwel uitsluitend plaatsgevonden in de steden en vooral in Lhasa. Die werden met name aangetrokken door bonussen en hogere salarissen. Het gebied van de TAR is nog overwegend landelijk van karakter. In het hele gebied van de TAR vormen Tibetanen met ongeveer 92% de meerderheid van de totale bevolking in het gebied. In Lhasa is ongeveer de helft van de gevestigde bevolking van het stedelijk gebied Tibetaans.
De recentere spanningen in de laatste jaren zijn met name tussen Tibetanen en Hui. Een aantal recente publicaties vestigt overigens niet alleen de aandacht op etnische en politieke oorzaken van de spanningen. Die publicaties benoemen ook de verschillen tussen diverse bevolkingsgroepen in het kunnen hanteren van de gevolgen van urbanisatie meer in het algemeen.

## Toerisme

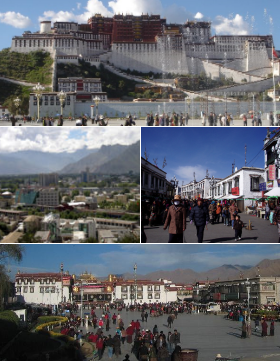
Lhasa: Het Potala-paleis, een stadsgezicht en de Barkhor-buurt en dan het Jokhang-plein

Het toerisme in Tibet kwam eind jaren 70 op gang, toen de Chinese autoriteiten de deur naar de Tibetaanse Autonome Regio (TAR) op een kier zetten en toerisme naar de Tibetaanse gebieden in de volksrepubliek steeds meer mogelijk maakten. Gebieden buiten China als Ladakh en Sikkim waren al langer toegankelijk voor toerisme. De belangrijkste trekpleisters zijn de Tibetaans boeddhistische kloosters en oorden, de grote steden en het natuurschoon van het Tibetaans Hoogland en de Himalaya.
Permits voor de TAR zijn duur en de toeristen mogen zich niet buiten daarvoor bestemde gebieden begeven. Deze gebieden liggen vooral rond Lhasa. Ook zijn er speciale visa nodig en moet er bijvoorbeeld worden gereisd in groepen van minimaal vijf personen en moet de reis worden georganiseerd door een reisagentschap. Om te voorkomen dat toeristen politiek gevoelige informatie met de bevolking uitwisselen, is het buitenlanders verboden gebruik te maken van het lokale openbaar vervoer, of om huizen van de lokale bevolking te betreden.
Vanwege de grote hoogte zijn er voor Tibet andere voorbereidingen nodig dan voor een gemiddeld vakantieland. Er is sprake van een ijlere, ofwel zuurstofarmere lucht en bij iets te veel lichaamsbeweging kan iemand al buiten adem raken. Bij inspannende activiteiten wordt aangeraden voor de start eerst enkele dagen te acclimatiseren. In de eerste uren na aankomst is het bijvoorbeeld niet ongewoon opzwellingen over het gehele lichaam te voelen, de palm van de hand donker te zien kleuren en hoofdpijn te hebben.
Rondom de opstanden van 1987 tot 1993 en 2008 was er tijdelijk een sterke teruggang te zien. De regio is inmiddels sterk afhankelijk van toerisme. In vergelijking tot 2007 was het toerisme in 2008 met meer dan de helft gedaald, wat dat jaar nog altijd goed was voor 1,35 miljoen bezoekers. De lokale autoriteiten streven sinds medio 2005 naar meer dan 10 miljoen bezoekers vanaf 2020, waarvan 10% uit andere landen.
Organisaties als de UNESCO, specialistische reisbureaus en Tibetaanse organisaties in ballingschap vrezen dat veel van de Tibetaanse cultuur verloren zal gaan, waaronder enkele werelderfgoederen, het milieu en de Tibetaanse volksaard. Om deze reden riep de veertiende dalai lama juist op om naar Tibet te reizen om met eigen ogen te zien hoe Tibet veranderd is.